# Zagreb
Zagreb (prononcé en croate : /ˈzɑːgrɛb/ ; hongrois : Zágráb ; italien : Zagabria ; anciennement nommée en allemand : Agram) est la capitale de la Croatie. Au recensement de 2011, la ville compte 688 163 habitants, tandis que le comitat compte 790 017 habitants, dont 93,14 % de Croates. La région de Zagreb — le comitat de la ville de Zagreb et le comitat de Zagreb — compte 1 107 623 habitants.
Zagreb est située au nord du pays sur les flancs de la Medvednica à côté de la Save à une altitude d'environ 122 m. Sa situation géographique favorable dans le Sud-Ouest de la plaine de Pannonie qui s'étend des Alpes aux Alpes dinariques et à la mer Adriatique la place sur les axes de communication entre l'Europe centrale et la mer Adriatique. Les interconnexions de transports, la concentration des industries, de la recherche scientifique et industrielle font de Zagreb le centre économique de la Croatie. Zagreb est également le siège du gouvernement, des corps administratifs et de presque tous les ministères. En 2018, Zagreb rejoint le mouvement Fab City, suivant l'appel lancé par le maire de Barcelone, Xavier Trias, à ce que toutes les villes du monde deviennent autosuffisantes pour 2054.

## Histoire

### Origines

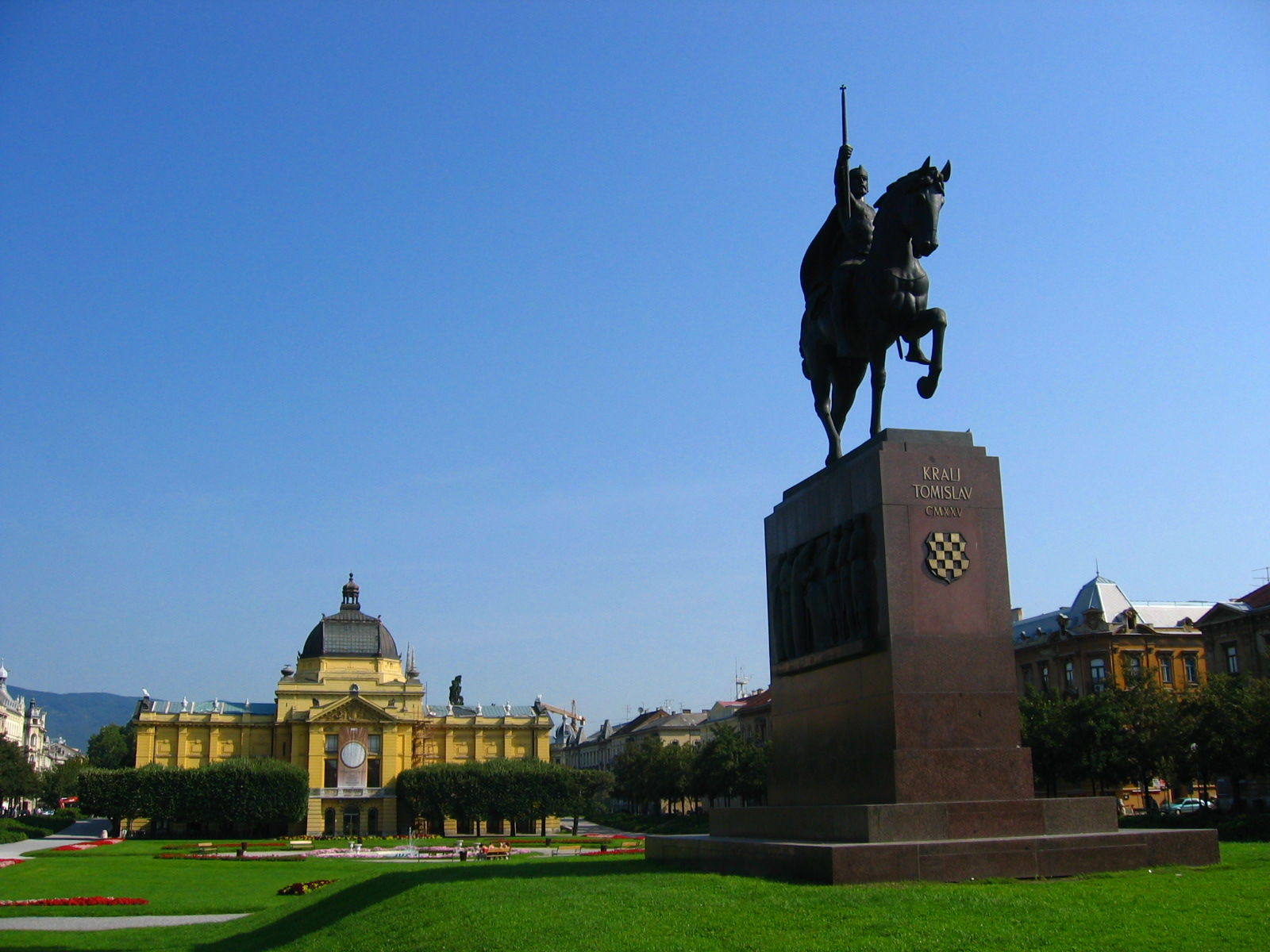
La place Tomislav (Zagreb).

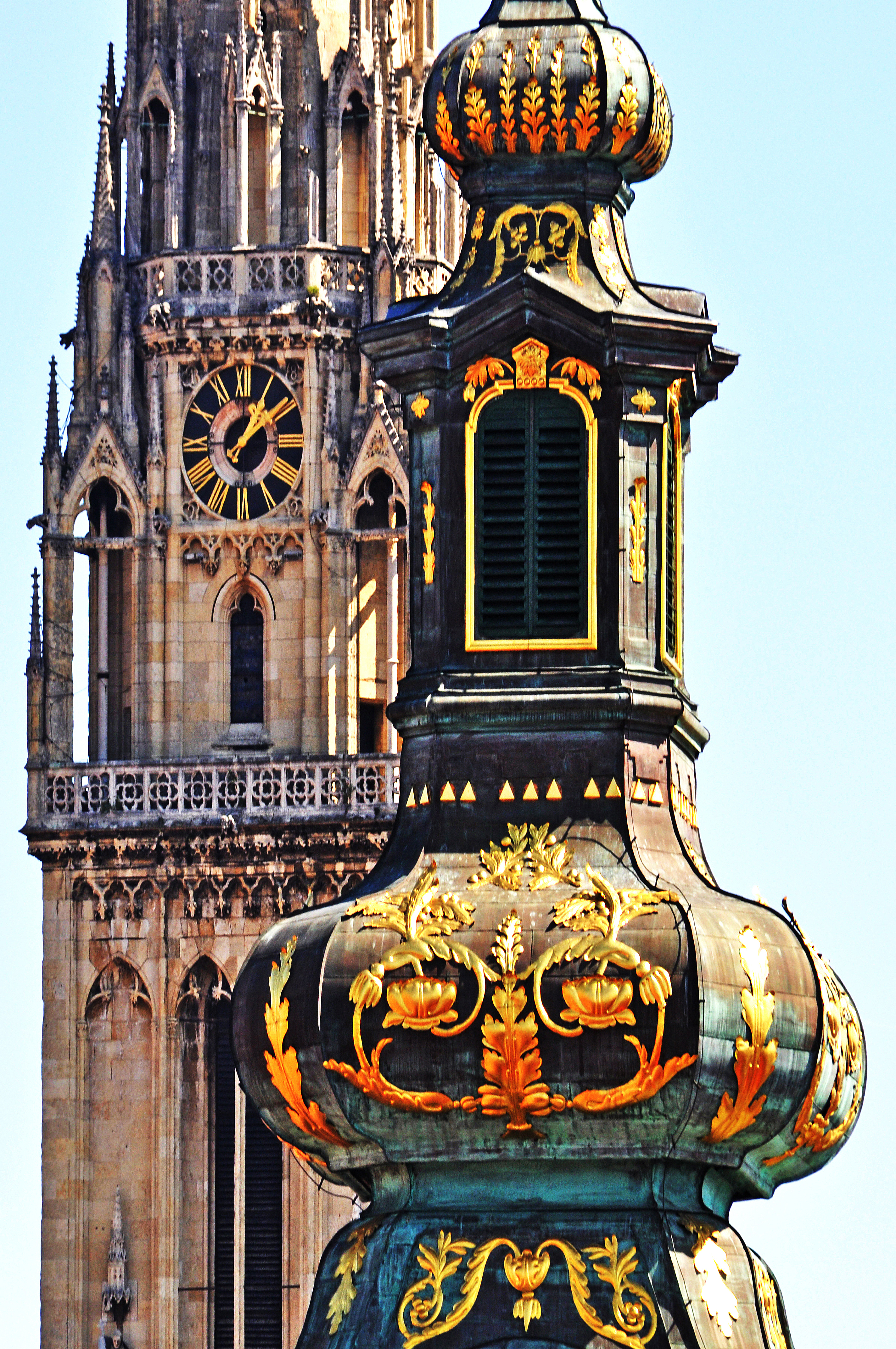
Deux styles de l'architecture religieuse de Zagreb : gothique pour la cathédrale de Zagreb, et baroque pour l'église Sainte Marie. Ces deux monuments ont été sévèrement endommagés par le séisme du 22 mars 2020 à Zagreb et le séisme de 2020 à Petrinja, et, en 2021, ils restent fermés au public. Janvier 2010.

La région de la plaine de Pannonie, longtemps occupée par des populations celtes (dont les Amantes), devient province romaine de Pannonie en 20. Sous Trajan, en 105, la Pannonie est scindée en Pannonie supérieure (Carnuntum) et Pannonie inférieure (Aquincum et Sirmium). En 296, le Pannonie supérieure est scindée en Pannonia Savia (en) (Sisak, Ludbreg, Daruvar, Šćitarjevo-Velika Gorica) et Pannonia Prima (en) (Savaria-Szombathely). L'ensemble de la Pannonie est traversée, envahie, occupée, transformée, par les Huns, arrivés en Pannonie en 447, avec constitution de l'empire hunnique (316-484). Un khaganat avar s'établit sur une partie des Balkans de 560 à 805.
Vers 601 apr. J.-C., la province romaine d'Andautonia (en) (Scitarjevo/Šćitarjevo, partie de l'actuelle Velika Gorica) s'effondre. Les Croates (partie des Slaves méridionaux) arrivent dans ces contrées ; les traces les plus anciennes de leur arrivée sont des tombes situées au Visoki brijeg à Velika Gorica. En 879, les terres situées entre la Save et la Drave, qui comprennent la région actuelle de Zagreb, sont intégrés dans le royaume croate de Tomislav Ier, couronné premier roi des Croates en 925.

### Fondation de la ville
L'histoire de Zagreb remonte au moins à 1094, lorsque le roi Ladislas décide de fonder un diocèse à Kaptol et de construire une cathédrale. Deux bourgs existent alors : Kaptol (en) au nord et Gradec, place forte située sur les hauteurs (celle-ci représentant aujourd'hui le quartier de Gornji Grad de Zagreb, et l'un des centres historiques les mieux préservés de Croatie). Ces deux communautés étaient entourées de solides murailles et de tours, dont les vestiges ont été préservés jusqu'à nos jours.
En 1242, les deux sites subissent cette même année les attaques des Tatars, dans le cadre de l'invasion mongole de l'Europe (1236-1242), avec destruction de Kaptol et ravage de la cathédrale. Pour remercier Gradec de lui avoir donné un abri efficace, le roi Béla IV de Hongrie lui offre, cette même année, la Bulle d'or de 1242 (en) et déclare la ville « ville royale libre ». Plus tard, des combats éclatent entre le diocèse de Zagreb et la ville libre de Gradec.

### Une situation entre Empire Ottoman et Empire Austro-hongrois
Pendant les invasions turques en Europe, entre le XIVe siècle et le XVIIIe siècle, Zagreb constitue un important rempart frontalier. Le terme de Zagreb apparaît au XVIe siècle pour désigner les deux quartiers, l'ensemble étant devenu le principal centre politique de la Croatie et de la Slavonie. En 1557, Zagreb est mentionnée pour la première fois comme siège du gouvernement local de Croatie. La rénovation baroque de la ville aux XVIIe siècle et XVIIIe siècle change l'aspect de Gradec et de Kaptol. Les vieilles maisons de bois sont détruites alors que des palais, des églises et des couvents font leur apparition. La ville s'enrichit grâce à de nombreux ateliers artisanaux et à des foires commerciales. Des riches familles de nobles, des serviteurs du roi, des hauts représentants religieux ainsi que des marchands fortunés en provenance de toute l'Europe s'établissent à Zagreb. De nombreuses écoles et hôpitaux voient le jour et les habitants acceptent les coutumes culturelles des capitales européennes. La ville dépasse ses frontières médiévales pour s'aventurer dans la plaine. Les premiers jardins publics et les premières grandes propriétés rurales font leur apparition. En 1669, l'empereur Léopold Ier confirme par une charte le statut d'université à l'académie royale.
La fusion de Kaptol et de Gradec ainsi que de leurs environs en une seule ville a lieu en 1850 et ceci accélère son développement. Le premier maire de Zagreb est Josip Kaufman, ancien magistrat de Gradec. En 1868, Zagreb devient capitale du royaume de Croatie-Slavonie au sein de l'Autriche-Hongrie, et l’université de Zagreb ouvre ses portes en 1874. Un tremblement de terre dévastateur frappe la ville en 1880 et engendre la rénovation et la modernisation de nombreux quartiers et constructions vétustes. Les quartiers industriels sont recyclés en quartiers résidentiels. À la suite de trop nombreuses inondations, le Medveščak (ruisseau) (en) est canalisé et couvert (Rue Tkalciceva (en) et Pont sanglant). Des bâtiments publics sont érigés, des parcs et des fontaines sont aménagés, et des transports publics et des services communaux sont introduits. Le premier tramway, tiré par des chevaux, est mis en service en 1891 et le premier tramway électrique entre en service en 1905. Les premières voitures font aussi leur apparition dans les rues de la ville en 1901.

### Entre Yougoslavie et Croatie indépendante
Le XXe siècle apporte à Zagreb l'esprit de la sécession. Zagreb est alors un centre fortement urbanisé, en relation étroite avec les centres artistiques, culturels et scientifiques européens de l'époque. Elle devient ensuite capitale de l'État indépendant de Croatie, satellite de l'Allemagne du Troisième Reich en 1941.
Libérée, elle reste la capitale de la république de Croatie en 1946, membre de la république fédérative socialiste de Yougoslavie. Avec l'accroissement des richesses et de l'industrie, la ville s'étend rapidement à partir de 1957, au sud des lignes de chemin de fer, vers la plaine qui longe la Save où pousse une ville contemporaine et d'affaires, avec beaucoup de zones résidentielles en habitat collectif.
La nuit du 24 octobre 1964, la Save
 déborde, détruit ou endommage des milliers de maisons, provoquant l'inondation la plus grave qu'ait connue Zagreb.
Le 30 août 1974, a lieu une terrible catastrophe ferroviaire (en).
Avec la dislocation de la république fédérative socialiste de Yougoslavie en 1991, Zagreb devient la capitale de la république de Croatie. Elle est aussi le siège économique et administratif du pays.
Le 22 mars 2020, des bâtiments du centre-ville dont la cathédrale sont fortement endommagés par un séisme de magnitude 5.5 sur l'échelle de Richter.

## Géographie

### Site
Zagreb est située dans le Nord-Ouest de la Croatie, au sud-ouest du bassin de Pannonie et à 170 km de l'Adriatique. Construite au pied du massif de la Medvednica (dont le sommet est le mont Sljeme, qui culmine à 1 034 m), elle se situe entre celui-ci et les rives de la Save (45°15'N ; 15°30'E ; altitude : 122 m).
Zagreb est le siège des principales institutions administratives politiques et culturelles de la République croate : pouvoir exécutif (gouvernement et président), pouvoir législatif (le Sabor), autorité judiciaire. L'université de Zagreb (créée en 1669) est la plus importante du pays.
Zagreb est également le siège du comitat de Zagreb Zagrebačka županija. La ville est divisée en 17 arrondissements (en croate gradske četvrti).

### Climat
Le climat est de type continental modéré : la température estivale moyenne est de 20 °C et la température hivernale moyenne est de 1 °C.
Zagreb a un climat de type Cfb (océanique) avec comme record de chaleur 40,3 °C le 5/7/1950 et comme record de froid −22,2 °C le 24/1/1942. La température moyenne annuelle est de 12 °C.
| Mois                                             | jan.          | fév.          | mars         | avril        | mai          | juin         | jui.        | août         | sep.         | oct.         | nov.          | déc.          | année           |
| ------------------------------------------------ | ------------- | ------------- | ------------ | ------------ | ------------ | ------------ | ----------- | ------------ | ------------ | ------------ | ------------- | ------------- | --------------- |
| Température minimale moyenne (°C)                | −3            | −1,8          | 1,6          | 5,2          | 9,8          | 13           | 14,7        | 14,4         | 10,8         | 6,2          | 1,4           | −1,7          | 5,9             |
| Température moyenne (°C)                         | 0,3           | 2,3           | 6,4          | 10,7         | 15,8         | 18,8         | 20,6        | 20,1         | 15,9         | 10,5         | 5             | 1,4           | 10,7            |
| Température maximale moyenne (°C)                | 3,7           | 6,8           | 11,9         | 16,3         | 21,5         | 24,5         | 26,7        | 26,3         | 22,1         | 15,8         | 8,9           | 4,6           | 15,8            |
| Record de froid (°C) date du record              | −24,3 31/1950 | −27,3 17/1956 | −18,3 1/1963 | −4,6 2/2020  | −1,8 9/1957  | 2,5 1/1955   | 5,4 6/1962  | 3,7 25/1980  | −0,6 30/1970 | −5,6 31/1971 | −13,5 24/1988 | −19,8 22/1969 | −27,3 17/2/1956 |
| Record de chaleur (°C) date du record            | 19,4 7/2001   | 22,6 28/2019  | 26 31/1989   | 30,5 29/2012 | 33,7 27/2008 | 37,6 30/1950 | 40,4 4/1950 | 39,8 16/1952 | 34 11/2011   | 28,3 23/1971 | 25,4 16/1963  | 22,5 17/1989  | 40,4 5/7/1950   |
| Nombre de jours avec gel                         | 11,8          | 12            | 10,5         | 3,5          | 0,3          | 0            | 0           | 0            | 0,2          | 5            | 10            | 13,5          | 66,8            |
| Ensoleillement (h)                               | 55,8          | 98,9          | 142,6        | 168          | 229,4        | 234          | 275,9       | 257,3        | 189          | 124          | 63            | 49,6          | 1 887,5         |
| Précipitations (mm)                              | 43,2          | 38,9          | 52,6         | 59,3         | 72,6         | 95,3         | 77,4        | 92,3         | 85,8         | 82,9         | 80,1          | 59,6          | 840,1           |
| Nombre de jours avec précipitations              | 9,8           | 9,4           | 11           | 13           | 13,5         | 13,7         | 11,2        | 10,4         | 10,4         | 10,9         | 11,3          | 11            | 135,6           |
| dont nombre de jours avec précipitations ≥ 10 mm | 1,5           | 1,2           | 1,8          | 2            | 2,4          | 3,1          | 3           | 3,1          | 3,3          | 2,9          | 2,8           | 2,1           | 29,1            |
| Humidité relative (%)                            | 82,5          | 76,4          | 70,3         | 67,5         | 68,3         | 69,7         | 69,1        | 72,1         | 77,7         | 81,3         | 83,6          | 84,8          | 75,3            |
| Nombre de jours avec neige                       | 10,3          | 7,1           | 1,8          | 0,2          | 0            | 0            | 0           | 0            | 0            | 0            | 2,9           | 6,7           | 29              |
| Nombre de jours d'orage                          | 0,5           | 0,8           | 0,7          | 2            | 5,4          | 8            | 7,5         | 6,9          | 3,4          | 2            | 1,2           | 0,6           | 38,9            |
| Nombre de jours avec brouillard                  | 9,6           | 3,9           | 2            | 0,8          | 0,7          | 0,7          | 0,6         | 1            | 4            | 7,9          | 8,7           | 10,7          | 50,6            |

| Diagramme climatique                                  |             |             |             |             |            |              |              |              |             |            |             |
| J                                                     | F           | M           | A           | M           | J          | J            | A            | S            | O           | N          | D           |
| 3,7−343,2                                             | 6,8−1,838,9 | 11,91,652,6 | 16,35,259,3 | 21,59,872,6 | 24,51395,3 | 26,714,777,4 | 26,314,492,3 | 22,110,885,8 | 15,86,282,9 | 8,91,480,1 | 4,6−1,759,6 |
| Moyennes : • Temp. maxi et mini °C • Précipitation mm |             |             |             |             |            |              |              |              |             |            |             |

| Mois                              | jan.  | fév.  | mars | avril | mai  | juin | jui. | août | sep. | oct. | nov. | déc.  | année |
| --------------------------------- | ----- | ----- | ---- | ----- | ---- | ---- | ---- | ---- | ---- | ---- | ---- | ----- | ----- |
| Température minimale moyenne (°C) | −0,9  | 0,6   | 4,1  | 7,7   | 12,2 | 15,2 | 17   | 16,9 | 13,1 | 8,5  | 3,6  | 0,3   | 8,2   |
| Température moyenne (°C)          | 1,5   | 3,7   | 8    | 12,1  | 16,8 | 19,8 | 21,9 | 21,5 | 17,3 | 12   | 6,3  | 2,6   | 12    |
| Température maximale moyenne (°C) | 3,9   | 6,7   | 11,9 | 16,4  | 21,4 | 24,5 | 26,7 | 26   | 21,4 | 15,4 | 9    | 5     | 15,7  |
| Record de froid (°C)              | −22,2 | −21,7 | −17  | −1,9  | 0,5  | 4,6  | 7,3  | 7,3  | 2,3  | −6   | −9,7 | −18,7 | −22,2 |
| Record de chaleur (°C)            | 19    | 21,6  | 26,1 | 28,7  | 33,4 | 37   | 40,3 | 37,3 | 34,2 | 27,6 | 25   | 21,5  | 40,3  |
| Précipitations (mm)               | 47,3  | 43,1  | 53,8 | 59,8  | 77,2 | 93,6 | 84,5 | 87,4 | 87,1 | 83,5 | 82,3 | 62    | 861,6 |

## Héraldique

Armoiries de Zagreb.
Armoiries de Zagreb sous la république socialiste de Croatie.

## Démographie

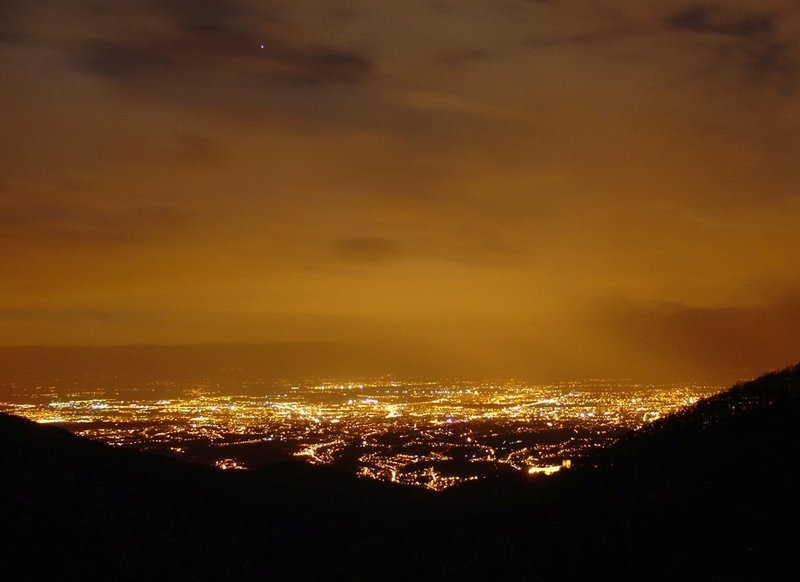
Panorama de Zagreb la nuit.

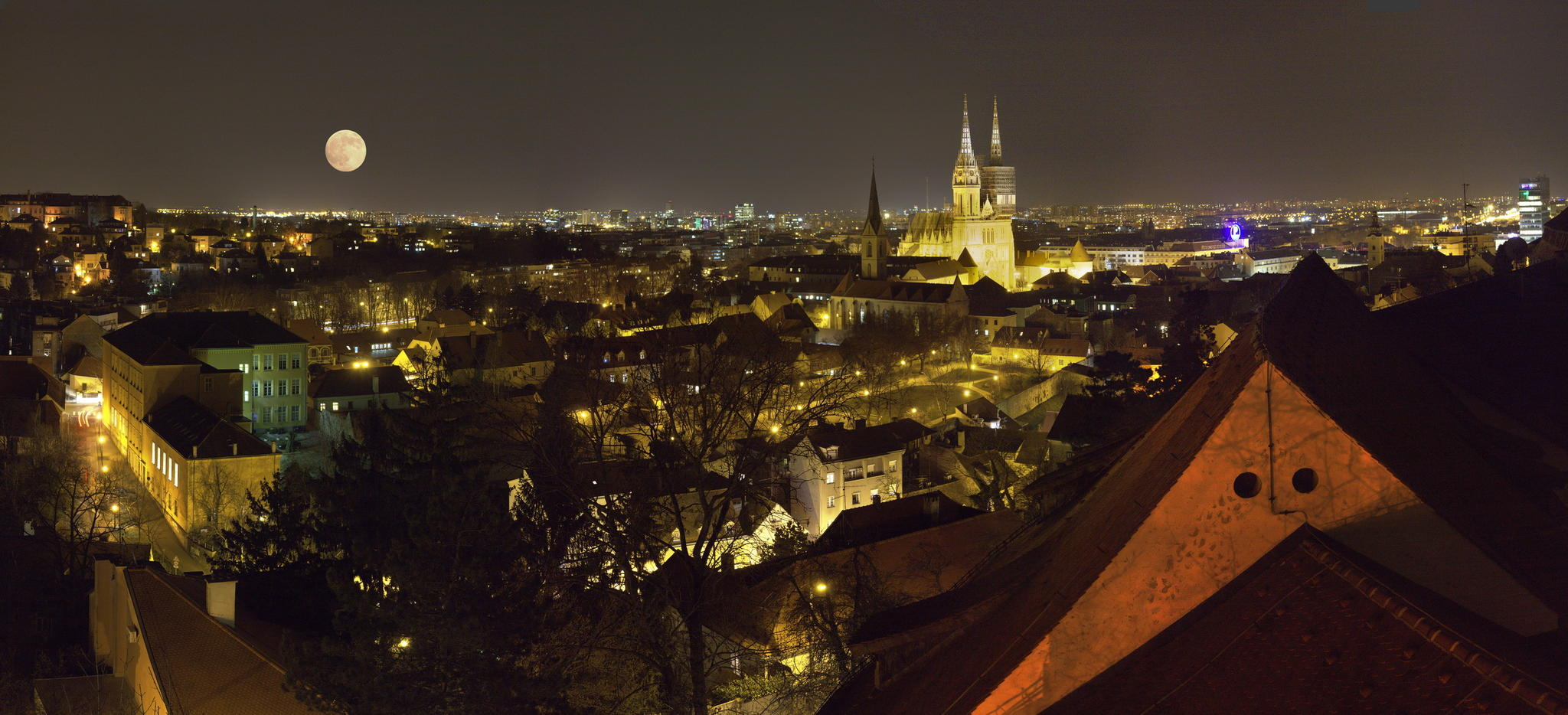
Depuis L'observatoire Astronomique De Zagreb.

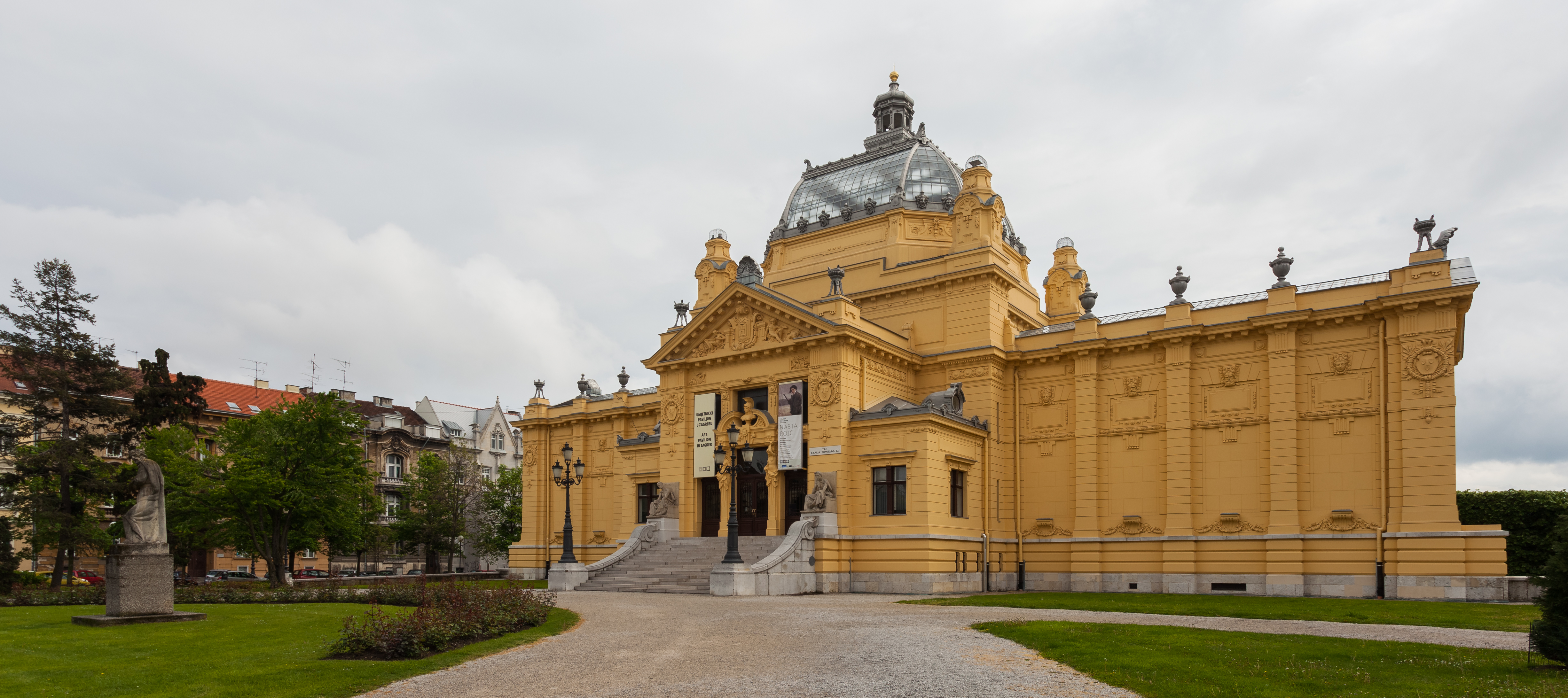
Pavillon des Arts.

Zagreb est la ville la plus peuplée de Croatie, et est la seule ville croate dont l'agglomération dépasse le million d'habitants. Au recensement de 2011, le comitat « ville de Zagreb » plus le comitat de Zagreb, comptait 1 107 623 habitants et la ville de Zagreb seule, comptait 688 163 habitants. Selon le recensement de 2011 la majorité des habitants était Croates (93,14 %) et parmi les minorités nationales, on comptait 17 526 Serbes (2,22 %), 8 119 Bosniaques (1,03 %), 4 292 Albanais (0,54 %), 2 755 Roms (0,35 %), 2 132 Slovènes (0,27 %), 1 194 Macédoniens (0,15 %), 1 191 Monténégrins (0,15 %) et ainsi que d'autres groupes ethniques moins représentés.

### Évolution démographie
Depuis 1857, l'évolution démographique de Zagreb a été (en milliers d’habitants) :
| 1857   | 1869   | 1880   | 1890   | 1900    | 1910    |
| ------ | ------ | ------ | ------ | ------- | ------- |
| 48 266 | 54 761 | 67 188 | 82 848 | 111 565 | 136 351 |

| 1921    | 1931    | 1948    | 1953    | 1961    | 1971    |
| ------- | ------- | ------- | ------- | ------- | ------- |
| 167 765 | 258 024 | 356 529 | 393 919 | 478 076 | 629 896 |

| 1981    | 1991    | 2001    | 2011    | 2021    | - |
| ------- | ------- | ------- | ------- | ------- | - |
| 723 065 | 777 826 | 779 145 | 790 017 | 767 131 | - |

| Histogramme de l'évolution démographique de Zagreb |         |
| \| 1857 \| 48 266 \| \| 1869 \| 54 761 \| \| 1880 \| 67 188 \| \| 1890 \| 82 848 \| \| 1900 \| 111 565 \| \| 1910 \| 136 351 \| \| 1921 \| 167 765 \| \| 1931 \| 258 024 \| \| 1948 \| 356 529 \| \| 1953 \| 393 919 \| \| 1961 \| 478 076 \| \| 1971 \| 629 896 \| \| 1981 \| 723 065 \| \| 1991 \| 777 826 \| \| 2001 \| 779 145 \| \| 2011 \| 790 017 \| \| 2021 \| 767 131 \| |         |
| 1857 | 48 266  |
| 1869 | 54 761  |
| 1880 | 67 188  |
| 1890 | 82 848  |
| 1900 | 111 565 |
| 1910 | 136 351 |
| 1921 | 167 765 |
| 1931 | 258 024 |
| 1948 | 356 529 |
| 1953 | 393 919 |
| 1961 | 478 076 |
| 1971 | 629 896 |
| 1981 | 723 065 |
| 1991 | 777 826 |
| 2001 | 779 145 |
| 2011 | 790 017 |
| 2021 | 767 131 |

La consommation de drogues est en forte augmentation à Zagreb. Entre 2019 et 2021, la consommation de cocaïne aurait doublé et celle des amphétamines sextuplé.

## Économie
Les sociétés basées à Zagreb totalisent 52 % du chiffre d'affaires et 60 % du profit de l'ensemble de la Croatie en 2006 ainsi que 37 % des exportations croates. La ville de Zagreb a le plus important PNB par habitant de Croatie (87 396 Kn par habitant contre 48 426 pour l'ensemble de la Croatie). Les branches de l'industrie les plus importantes sont : la production de machines et équipements électriques (Končar Group exporte dans le monde entier), l'industrie chimique, pharmaceutique, textile et l'agroalimentaire.
En avril 2008, le salaire moyen mensuel à Zagreb était de 6 017 Kn (la moyenne nationale croate est de 5 036 kunas).

## Transport
- Transport à Zagreb (en)

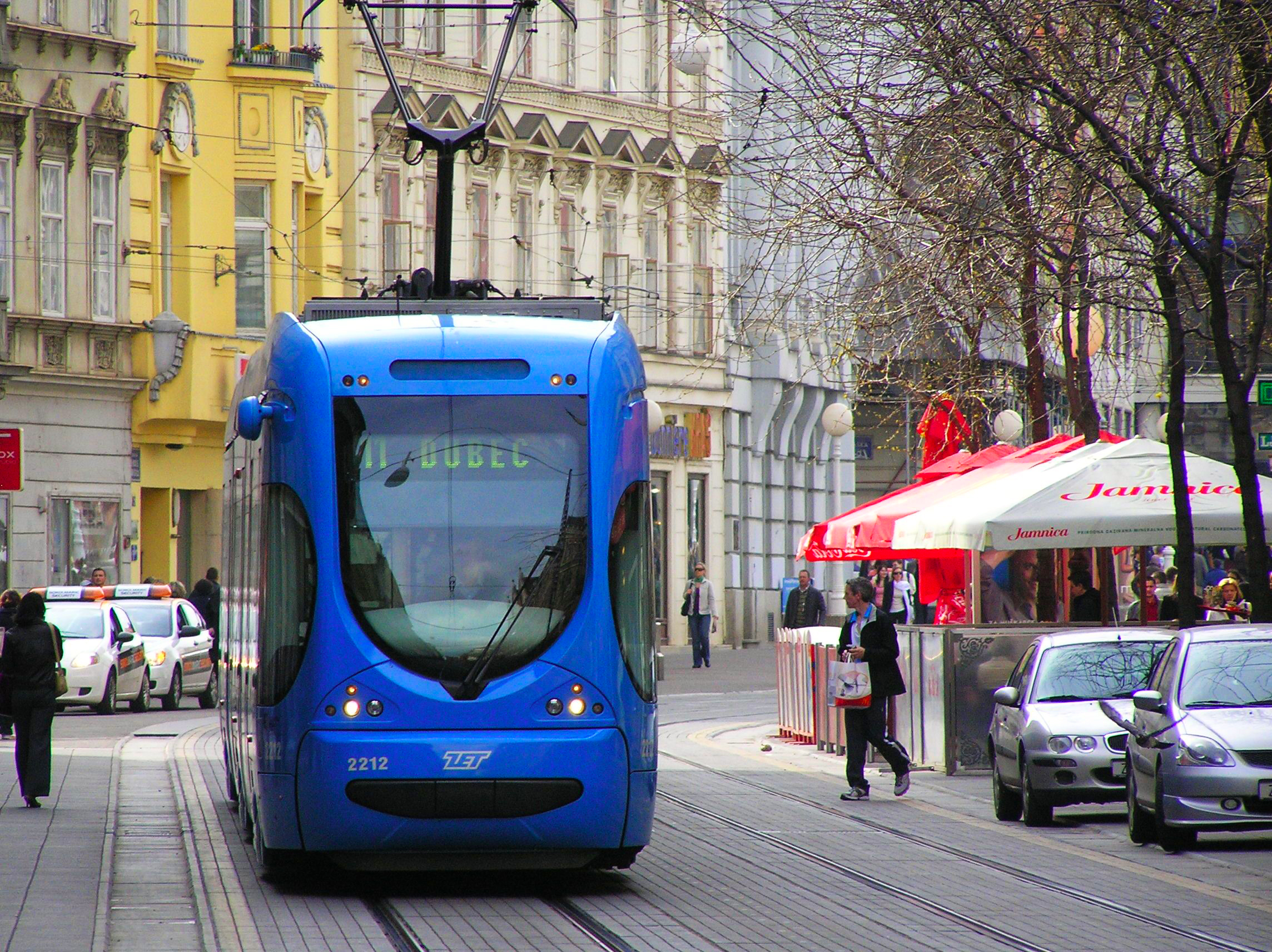
Tramway de Zagreb

- Hrvatske željeznice (HZ), opérateur ferroviaire croate
- Tramway électrique de Zagreb (en) (ZET), principal opérateur tram-bus
- Tramway de Zagreb
- Gare centrale de Zagreb (gare ferroviaire principale, 1892)
- Zagreb Zapadni railway station (en) (ancienne gare principale, 1862)
- Zagreb Autobusni Kolodvor, principale gare routière
- Aéroport Franjo-Tuđman de Zagreb (ZAG)
- Zagreb Commuter Rail (en) (1992-)
- Autoroutes croates (en), Zagreb bypass (en)

## Administration

### Quartiers

Cartes des quartiers de Zagreb.

La ville est divisée en 17 quartiers (gradska četvrt) qui sont :
| N°    | Quartier                | Superficie (km2) | Population (2011) | Densité  |
| ----- | ----------------------- | ---------------- | ----------------- | -------- |
| 1     | Donji Grad              | +003,01          | +37 024,          | +12 341, |
| 2     | Gornji Grad - Medveščak | +010,12          | +30 962,          | +03 096, |
| 3     | Trnje                   | +007,37          | +42 282,          | +06 040, |
| 4     | Maksimir                | +014,35          | +48 902,          | +03 493, |
| 5     | Peščenica-Žitnjak       | +035,3           | +56 487,          | +01 614, |
| 6     | Novi Zagreb-istok       | +016,54          | +59 055,          | +03 474, |
| 7     | Novi Zagreb-zapad       | +062,59          | +58 103,          | +00922,  |
| 8     | Trešnjevka-sjever       | +005,83          | +55 425,          | +09 238, |
| 9     | Trešnjevka-jug          | +009,84          | +66 674,          | +06 667, |
| 10    | Črnomerec               | +024,33          | +38 546,          | +01 606, |
| 11    | Gornja Dubrava          | +040,28          | +61 846,          | +01 546, |
| 12    | Donja Dubrava           | +010,82          | +36 363,          | +03 306, |
| 13    | Stenjevec               | +012,18          | +51 390,          | +04 283, |
| 14    | Podsused-Vrapče         | +036,05          | +45 759,          | +01 271, |
| 15    | Podsljeme               | +060,11          | +19 165,          | +00319,  |
| 16    | Sesvete                 | +165,26          | +70 009,          | +00424,  |
| 17    | Brezovica               | +127,45          | +12 030,          | +00095,  |
| Total |                         | 641,43           | 790 017           | 1 232    |

## Culture et tourisme

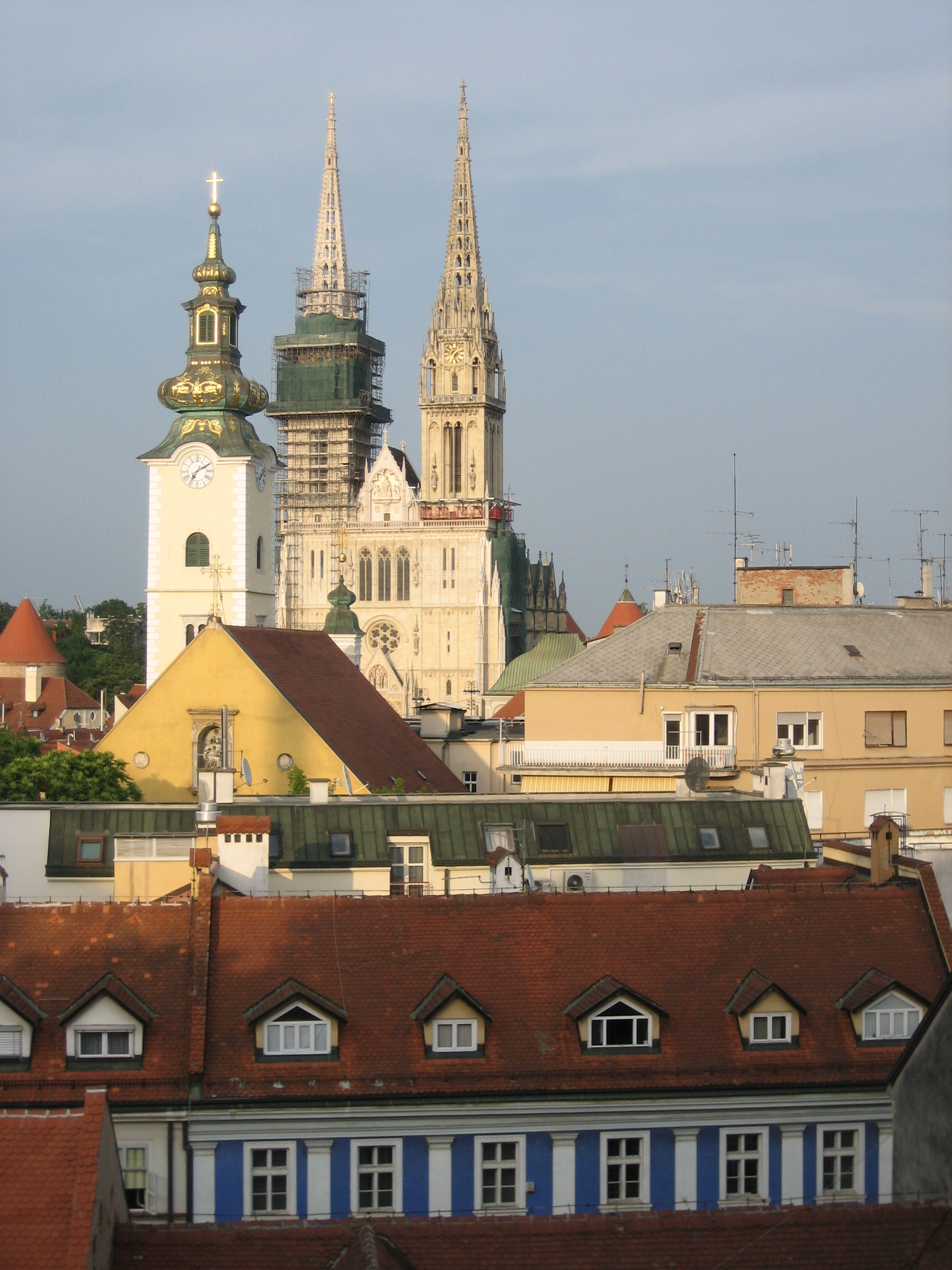
Panorama de Zagreb avec vue sur la cathédrale.

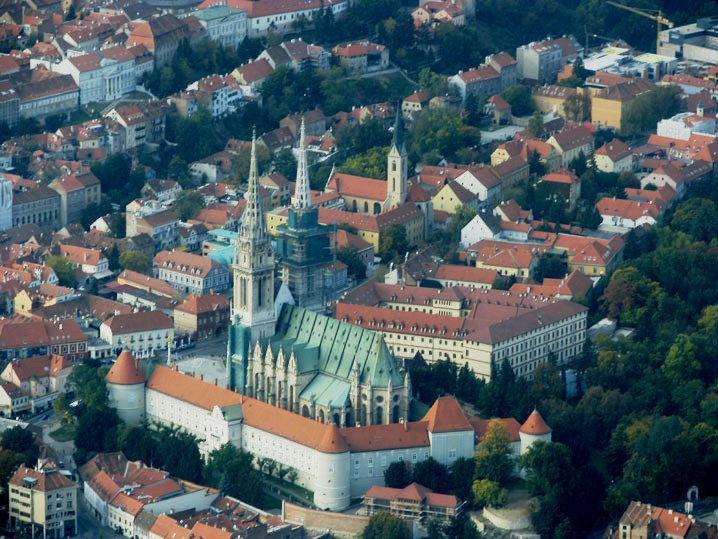
Ville haute.

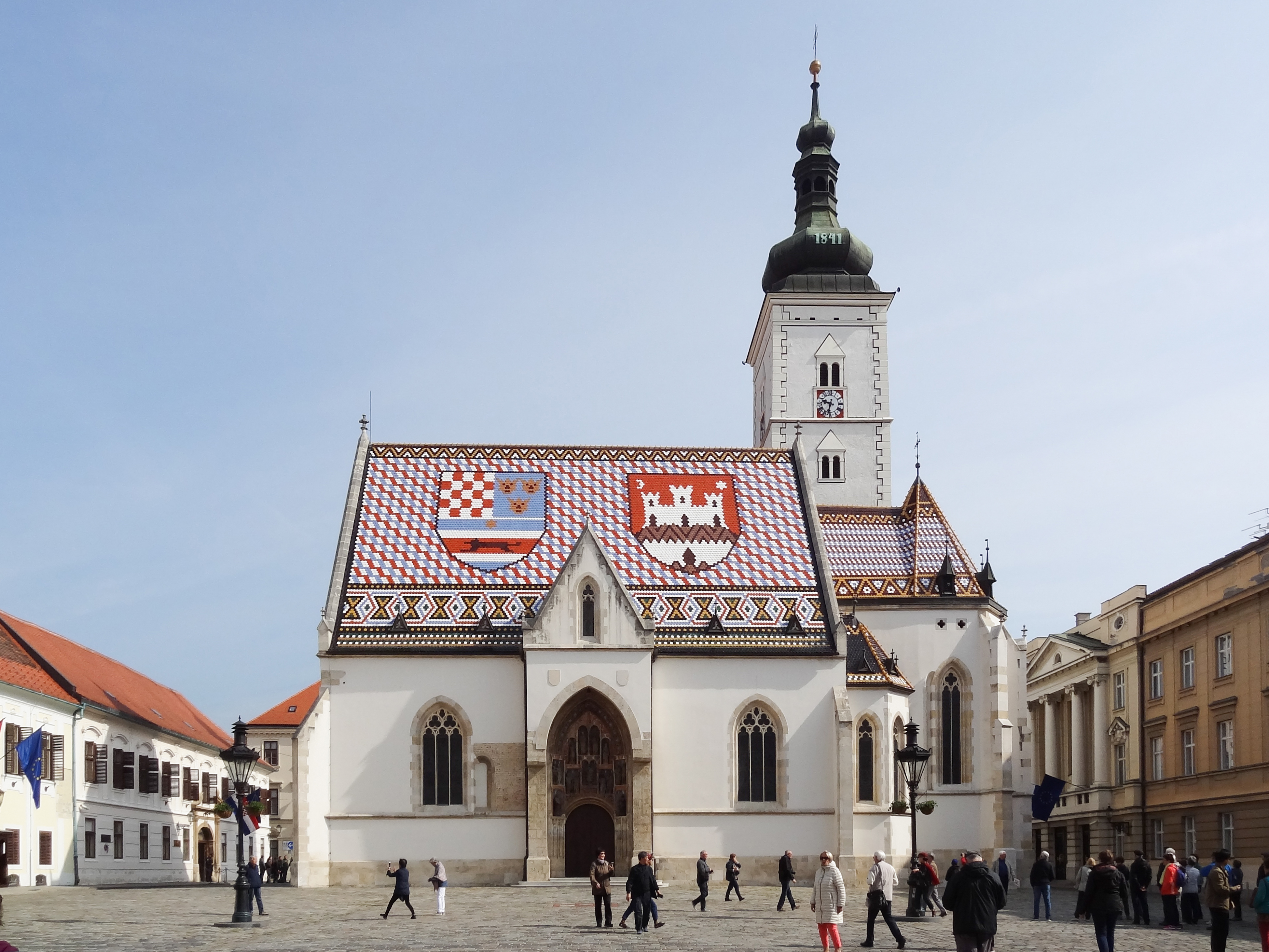
Église Saint-Marc.

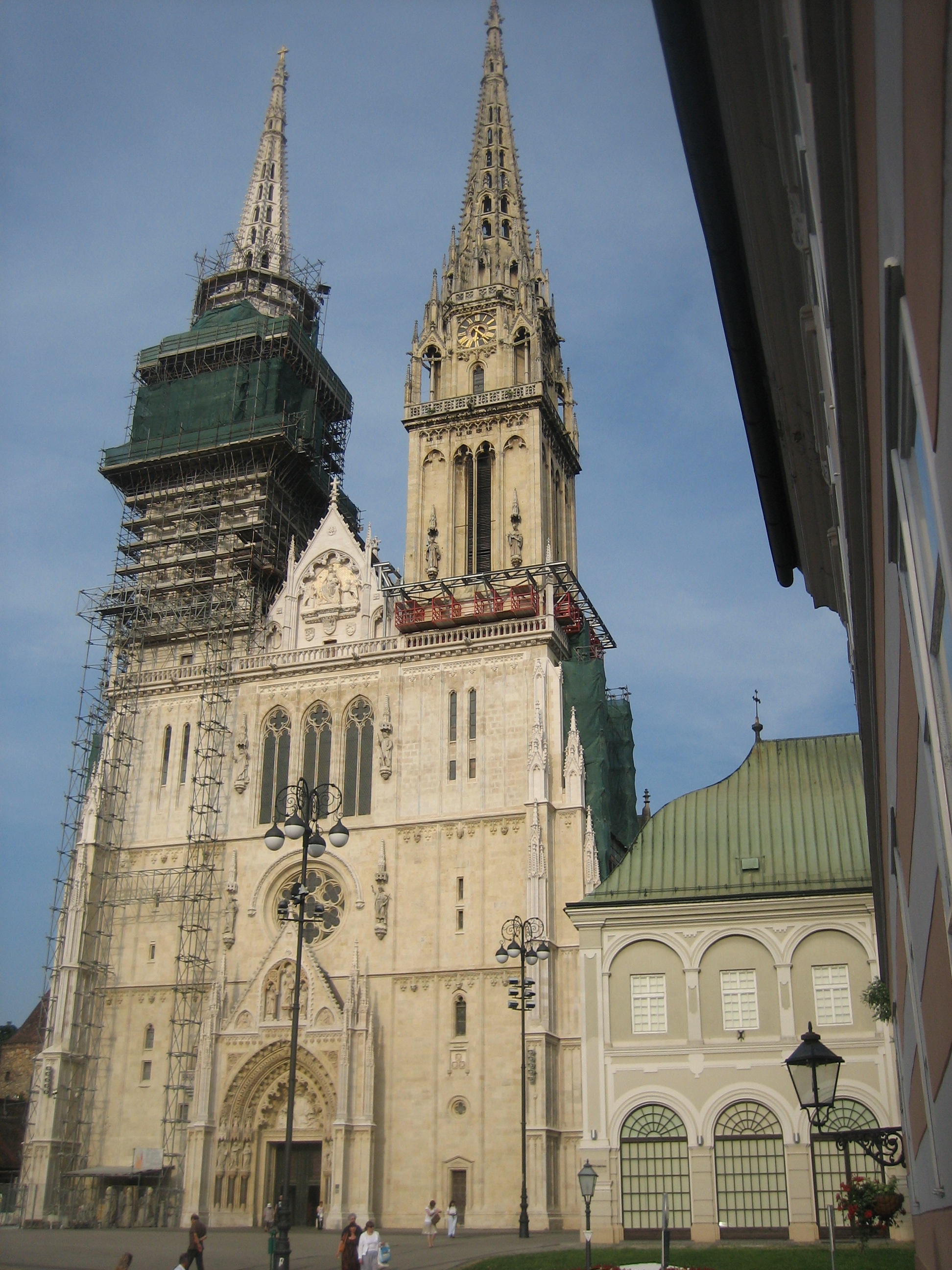
Cathédrale Notre-Dame-de-l'Assomption, Saint-Étienne et Saint-Ladislas.

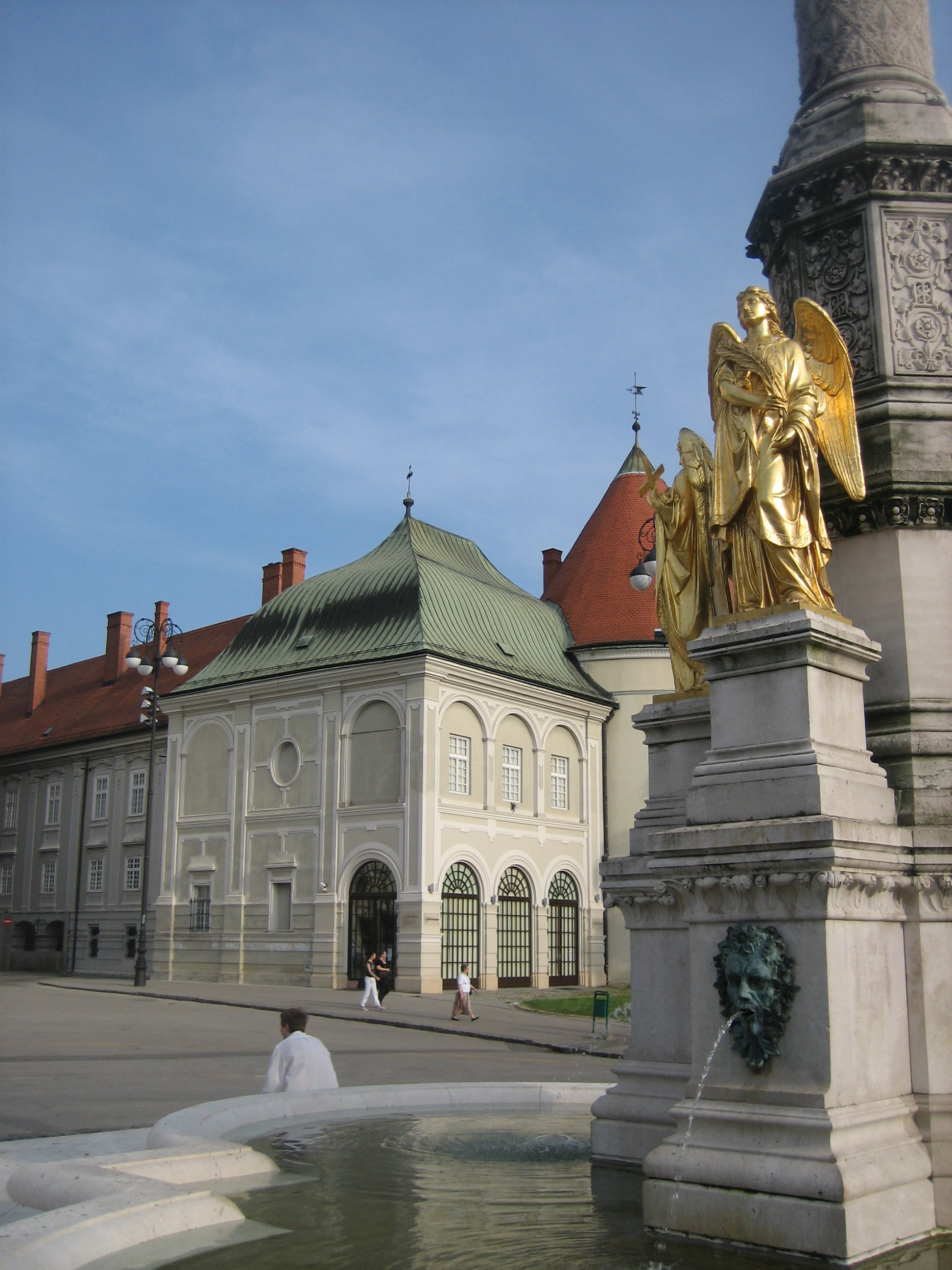
Place de la Cathédrale, avec le siège de l'archidiocèse.

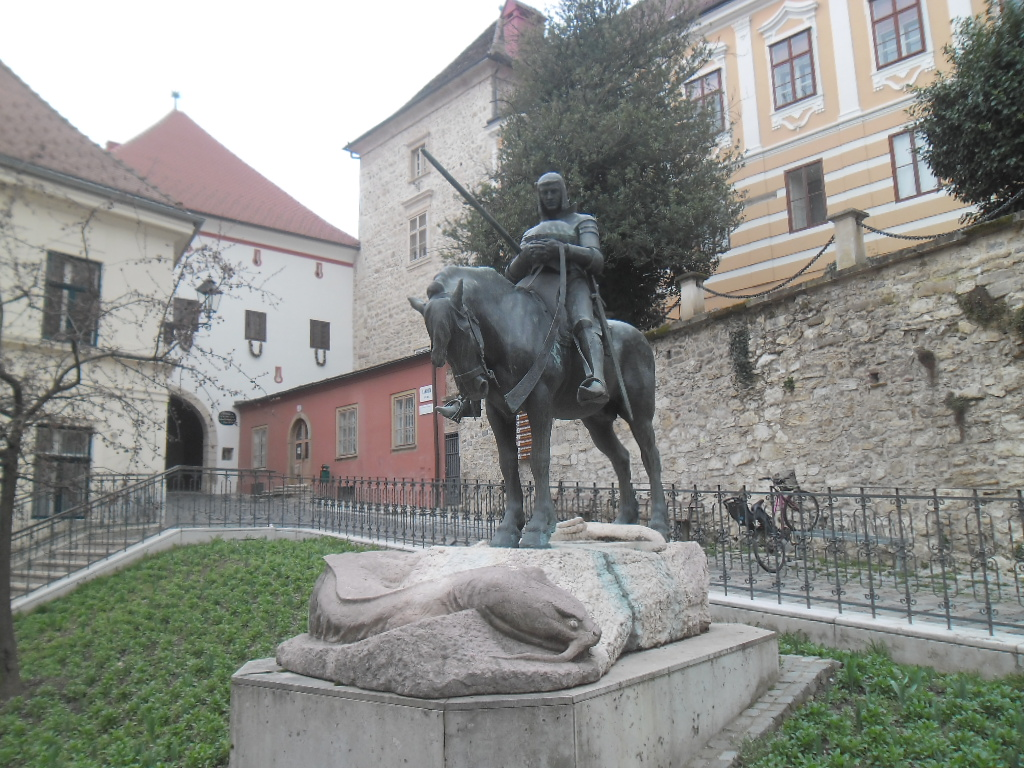
Statue Saint-Georges tue le Dragon.

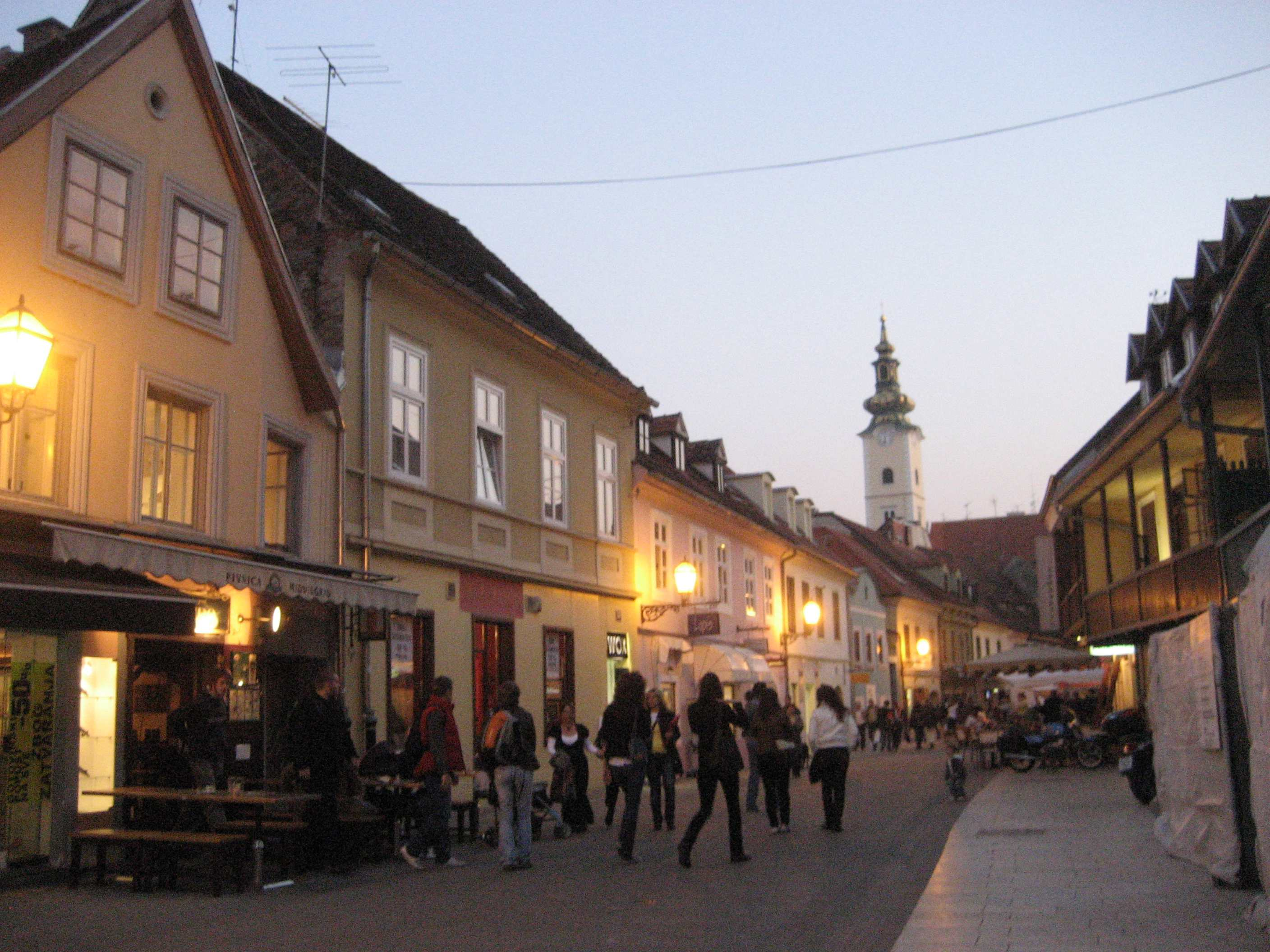
,.

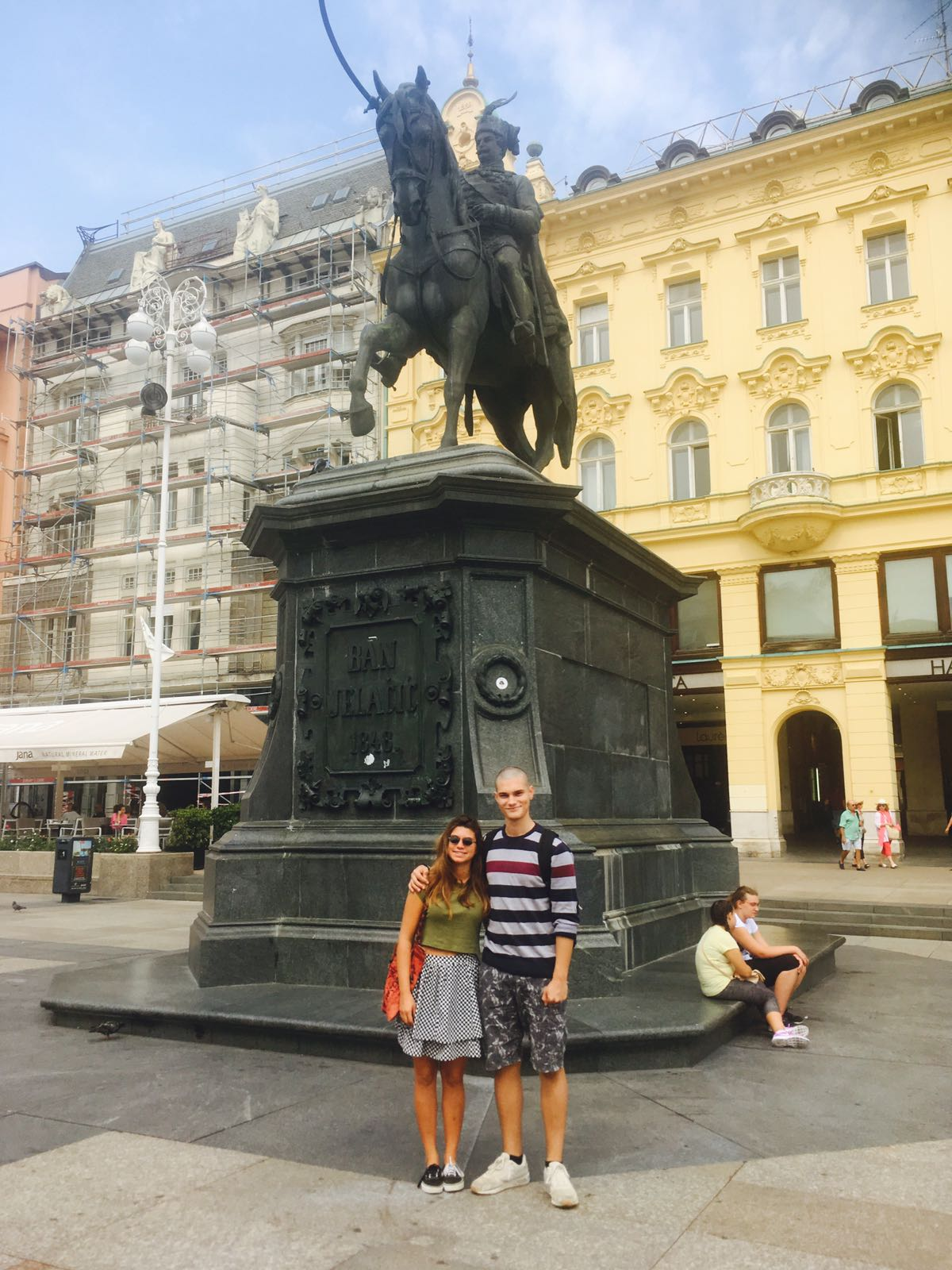
Place Ban-Jelačić.

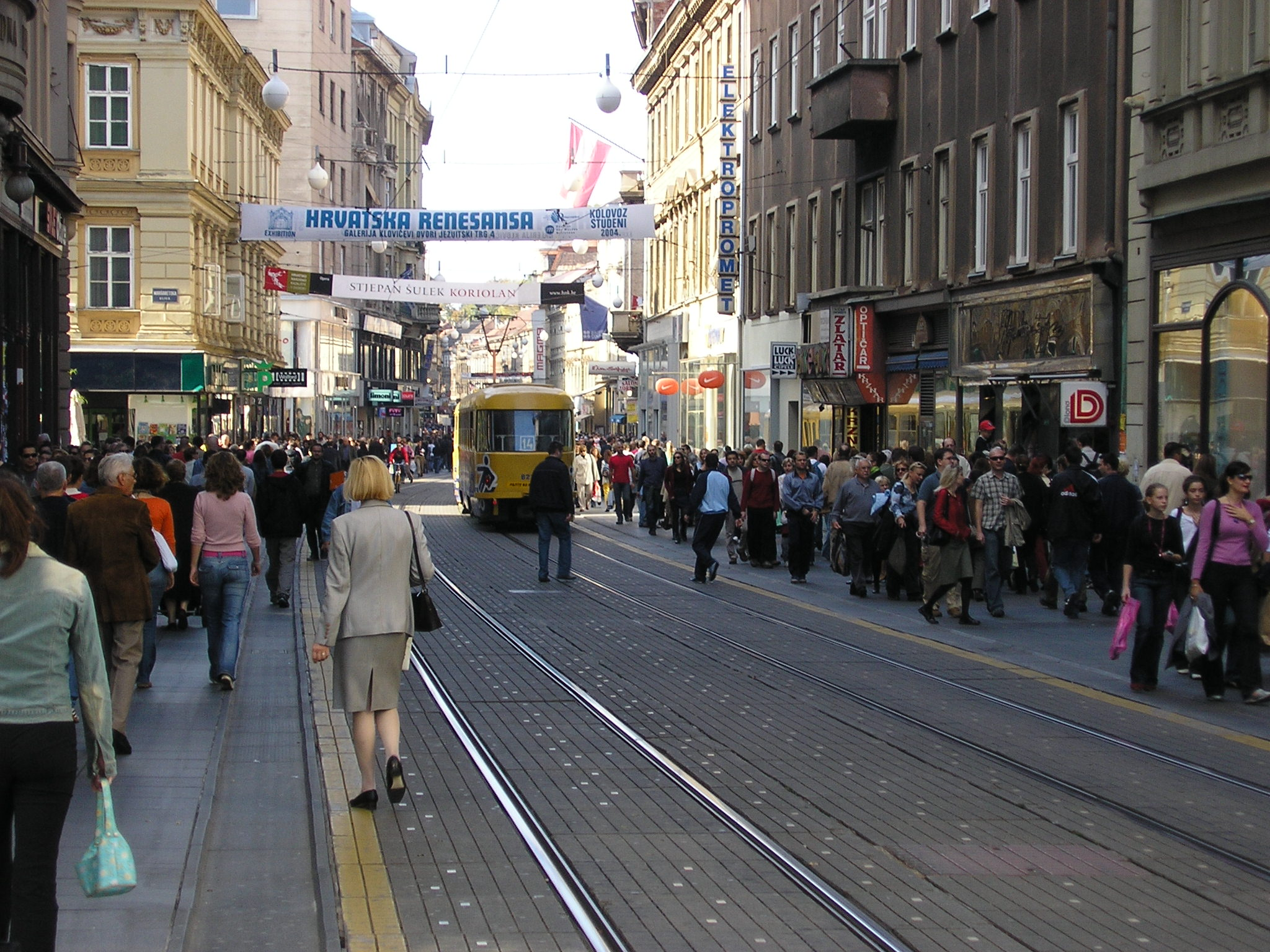
Rue Ilica.

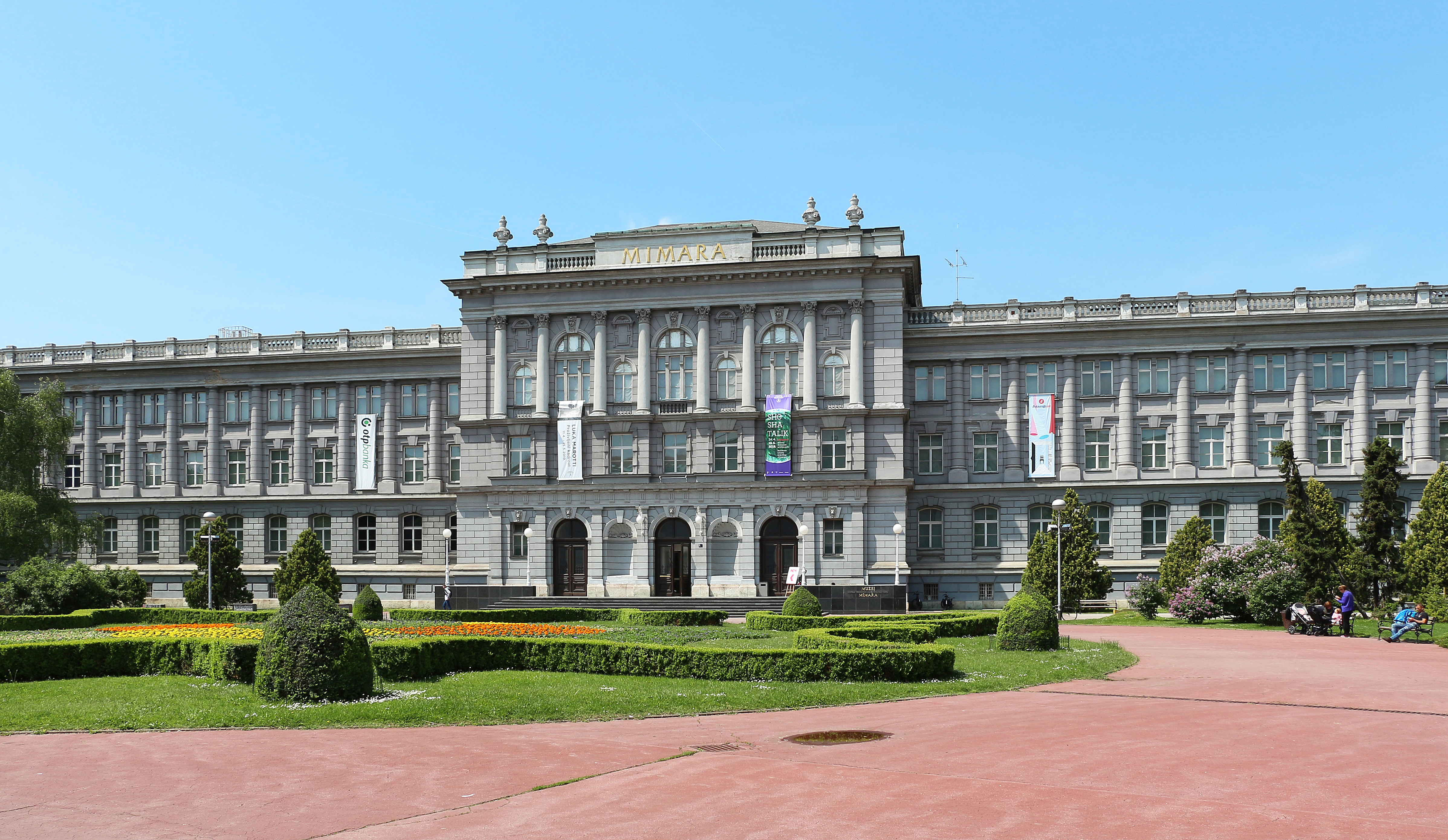
Musée Mimara.

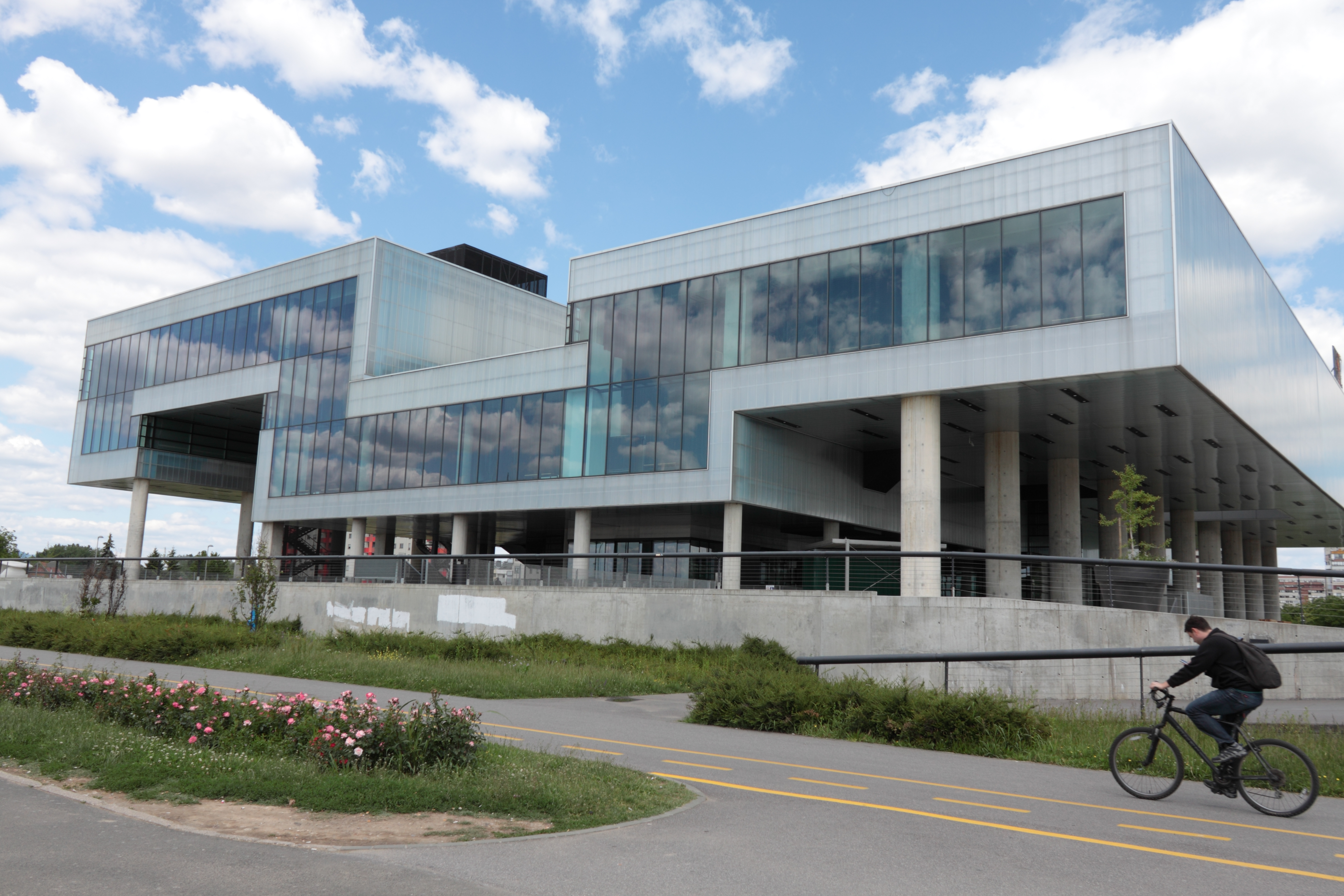
Musée d'Art contemporain.

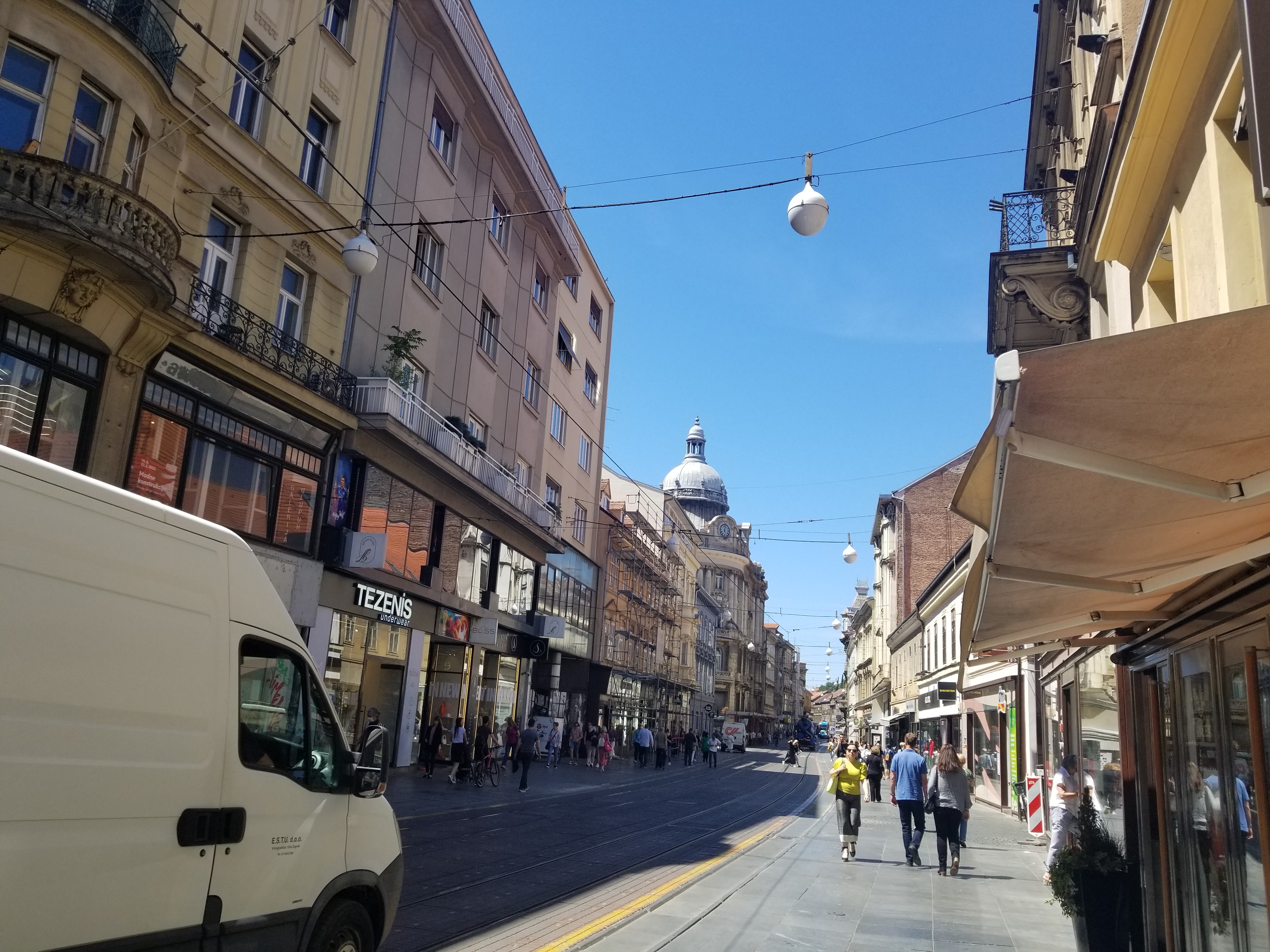
Rue commerciale en 2022.

La ville compte une université, 10 théâtres, 21 musées, 14 galeries d’art. Les mouvements d'avant-garde artistiques y sont très actifs, et le collectif WHW, basé à Zagreb, composé d'historiens d'art, de critiques et d'artistes a organisé la Biennale d'Istanbul en 2009.
Zagreb est la ville au monde comptant le plus grand nombre de musées par habitant. De grands musées d'art comme le musée Mimara et le musée d'Art contemporain, mais aussi de petits musées souvent insolites : musée des Relations brisées, musée des Illusions d'optique, musée de la Gueule de bois, Moneterra (musée de l'Argent), Cravaticum (musée de la Cravate), musée du Rire, musée du Cannabis, musée du Chocolat, musée des années 1980, musée des Histoires oubliées, musée de l'Art inachevé, musée des Selfies et des Souvenirs, musée de la Nouvelle Vague, etc..
Zagreb est une ville importante pour le cinéma d’animation. Elle a apporté via son école une grande richesse au cinéma d'animation mondial. Tous les ans, le Festival international du film d'animation de Zagreb, est l'occasion pour de nombreux animateurs des quatre coins du monde de se retrouver. Depuis 1922, l’Institut français de Zagreb représente la culture française en Croatie dans tous les domaines.
Depuis 2005, l’École française de Zagreb offre une scolarité selon le modèle français à toutes les familles souhaitant un enseignement en langue française.

## Places et monuments
Les lieux et monuments anciens les plus remarquables, dans les arrondissements du centre ville, à l'exception des bâtiments religieux, relèvent, en partie seulement, de l'architecture néo-classique de l'époque austro-hongroise.
- la Ville Haute (Gornji Grad - Medveščak, Gradec, la plus haute colline
  - Porte de pierre (Kamenita Vrata, 1242-1266, avec petit oratoire)
  - Tour Lotrščak (Kula Lotrščak, des voleurs et/ou du canon, vers 1250)
  - Église Saint-Marc de Zagreb (1261, en réfection en 2023)
  - Église paroissiale St. Marije na Dolac (hr) (1272)
  - Banski dvori, Cour des Bans (vice-royauté, etc., vers 1660-1680)
  - Ancien hôtel de ville de Zagreb (1803 principalement)
  - Musée de la ville de Zagreb (en) (1907, ancien couvent féminin)
  - Parlement de Croatie (Palais Sabor, 1911)
  - Tunnel Grič (en) (1943)
  - Musée croate d'Art naïf (1994, Galerie d'art paysan 1952, Galerie d'art primitif 1956)
  - Galerie d'art contemporain (Galerija suvremene umjetnosti, 1954)
  - Galerie Klovićevi Dvori (en) (1980, dans un ancien monastère jésuite)
  - Musée croate d'histoire naturelle (1986)
  - Musée des relations rompues (2010), dans un bâtiment ancien
- la Ville Haute (Gornji Grad), seconde colline, "Kaptol" (quartier du Chapitre)
  - Cathédrale Notre-Dame-de-l'Assomption, Saint-Étienne et Saint-Ladislas (1093-) (en réfection en 2023)
  - Église de Saint-François d'Assise (Crkva svetog Franje, vers 1260), Palais épiscopal (Nadbiskupska palača), Ribnjak Park
- Le Centre-Ville, ou Ville Basse (Donji Grad)
  - Place Ban-Jelačić et Marché Dolac (hr)
  - Église paroissiale St. Marije de Dolac (hr)
  - Place Preradovičeva, rue Ilica, rue Tkalčićeva (en)
  - Musée archéologique de Zagreb (en) (1836)
  - Académie croate des sciences et des arts (1866, HAZU), dont glyptothèque, galerie Strossmayer...
  - Galerie Strossmayer des maîtres anciens (1868)
  - Musée des arts décoratifs (Arts et Métiers) (en) (1880)
  - Musée Mimara (vers 1890, musée ouvert en 1987)
  - Théâtre national croate (1895)
  - Pavillon des arts de Zagreb (1898)
  - Galerie moderne de Zagreb (en) (1905)
  - Archives nationales croates (1913)[17]
  - Musée ethnographique de Zagreb (en) (1919, dans un bâtiment de 1903)
  - Esplanade Zagreb Hotel (en) (1925), devenu The Regent Esplanade Zagreb (2004)
  - Glyptothèque de Zagreb (en) (1937, sculpture)
  - Pavillon Meštrović (en) (Martićeva, 1938), devenu le siège de l'Association croate des artistes des beaux-arts
  - Museum Franjo Schneider[18], collection d'instruments à cordes, donation de Franjo Schneider (1903-1966, luthier)
  - Maison pour les gens et l'art Lauba (en) (Črnomerec, 2011), friche artistique dans un ancien atelier textile
  - Musée juif de Zagreb[19]
  - Musée croate du chemin de fer (de)
  - Musée technique Nikola Tesla (en) (1954)
  - installation artistique système solaire de Zagreb (1971)
  - Musée de l'illusion (2015)
  - Musée du chocolat de Zagreb
  - Musée de la torture
  - Divers appartements-mémorials, dont celui de Marija Juric Zagorka...
  - Divers espaces verts, promenades, parcs...

### Autres
- Liste de musées à Zagreb
- Galeries diverses : Galerie Greta[20]
- Musée d'art contemporain de Zagreb (2009, MSU, Novi-Zagreb)(anciennement 1954)
- Institut croate de musique (en) (1827, HGZ)
- Académie de musique de l'Université de Zagreb (en) (1829/1921)
- Kino Europa (1925-2020)
- ZeKaeM (en) (ZKM, Zagrebačko kazalište mladih, Zagreb Youth Theater) (1948)
- Zagreb Puppet Theatre (en) (1948, ZKL, Zagrebačko kazalište lutaka)
- Koncertna dvorana Vatroslav Lisinski (1961-1973)
- Palais présidentiel de Zagreb (1964), hors ville
- Zagrebački plesni centar (ZPC, Centre de danse de Zagreb), Zagrebački plesni ansambl (hr)
- Tvornica Kulture (2016), salle de concert
- Street art[21]
- Liste des places à Zagreb (en)
- Jardin botanique de Zagreb (1889, centre)
- Parc Maksimir (1787), dont le Zoo de Zagreb
- Cimetière de Mirogoj (1876), dont les arcades endommagées ne sont plus ouvertes au public
- Jarun, lac de la Save
- Château de Medvedgrad (1247-1262, ruines)
- Tour de télévision de Zagreb (de) (1973-1976)
- Parc naturel de la Medvednica (de) (Medvednica)

## Commerces
La ville concentre la petite distribution, les commerces de luxe, la grande distribution (Konzum, Spar, Studenac, Lidl, Aldi...).
Parmi les centres commerciaux : Arena centar, Avenue Mall, Bauhaus, Branimir mingle mall, Cvjetni center mall, City center one, City center one West, Galleria Busin center, Ikea, Importanne mall, Kaufland, Super-Konzum, Supernova...

## Établissements scolaires et universitaires
- École française EuroCampus Zagreb, École allemande internationale de Zagreb (de)
- École britannique internationale de Zagreb (en), École américaine internationale de Zagreb (en)
- Liste de lycées à Zagreb (en)
- Université de Zagreb
- Université catholique de Zagreb (en)

## Spectacle vivant
Le monde de la scène à Zagreb est très actif : salles, troupes, ensembles, spectacles, spectacles invités.
Parmi les salles :
- Théâtre national croate (1840, avec troupe d'opéra dès 1870),
- Komedija Municipal Theatre,
- Aplauz Teatar, Divan Teatar, Exit Theatre (en), Kunst Teatar, Merlin Teatar, Rugantina Theatre, Vidra Theatre,
- &TD Theatre (en) (ITD), Théâtre Komedija (en), Comedy Theater Club, Théâtre satirique Kerempuh (en), Gavella Drama Theatre (en) (fermé), Ribnjak Scene, Theatre Smjesko,
- Ivan Goran Kovacic, Luca Kuca, , The Histrion House, Tresnjevka Thatre, Tresnja Municipal Theatre...

Plus particulièrement à destination des enfants : ZeKaeM (en) (Zagreb Youth Theatre)), Théâtre Mala Scena (en), Ribica Children's Theatre, Dubravna Children's Theatre, et deux théâtres de marionnettes, le Zagreb Puppet Theatre (en) et le théâtre "Ivana Brlić-Mažuranić" (IBM).
Le ZPC (zagrebacki plesni centar), centre de danse de Zagreb, offre des performances chorégraphiques.
Parmi les grandes salles de spectacle musical, la salle Koncertna dvorana Vatroslav Lisinski, l'Arena Zagreb, le "Kulturni centar Mesnička".

## Sports
Zagreb est une ville sportive. Les différents clubs sportifs de la capitale enregistrent des bons résultats au niveau européen, et ceci dans des disciplines très diverses.

### Basket-ball
Cibona Zagreb – Euroleague en 1985 et 1986 / Coupe Korac en 1988 / Coupe des Coupes 1982 et 1987 / KK Zagreb

### Football
Dinamo Zagreb – vainqueur de la Coupe de l'UEFA en 1963 / NK Zagreb / NK Croatia Sesvete

### Handball
RK Zagreb – vainqueur de la Ligue des Champions en 1992 et 1993 /ŽRK Lokomotiva Zagreb vainqueur de la Coupe EHF en 1991/ RK Dubrava Zagreb / RK Medveščak Zagreb

### Hockey sur glace
KHL Medveščak Zagreb - champion régulier de la ligue croate, le club a évolué en Ligue continentale de hockey de 2013 à 2017 avant son retour en Championnat d'Autriche de hockey sur glace

### Water-Polo
HAVK Mladost Zagreb – Coupe des clubs champions 1968, 1969, 1970, 1972, 1990, 1991 et 1996.

### Autres
- Athlétisme, gymnastique, ski alpin, tennis, volley-ball, etc.

## Personnalités liées à la ville
- Zofka Kveder (1878-1926) : écrivaine, y est morte.
- William Feller (1906-1970) : mathématicien naturalisé américain, y est né.
- Lucija Borčić (1921-2015), autrice, poétesse et traductrice espérantiste croate.
- Dušan Vukotić (en) (1927-1998) : réalisateur de films d'animation, y est mort.
- Lea Deutsch (1927-1943) : enfant star croate, y est née.
- Marija Braut (1929-2015) consacre sa vie à photographier la ville de Zagreb dans son intimité.
- Mira Zore-Armanda (1930-2012) : océanographe.
- Milan Blažeković (1940-2019) : réalisateur de films d'animation.
- Zlatko Škorić (1941-2019) : footballeur et entraîneur, né et décédé à Zagreb.
- Biserka Gall (1942-2002) : artiste peintre, graveur et lithographe née à Zagreb.
- Zdravko Hebel (1943-2017) : nageur, joueur de water-polo et dirigeant sportif.
- Lydia Sklevicky (1952 -1990) théoricienne féministe, historienne y est née.
- Božidar Alić (1954-2020) : acteur croate y est né.
- Milan Bandić (1955-2021) : maire de la ville, y est mort en exercice.
- Mira Furlan (1955-2021) : actrice croate.
- Zlatko Kranjčar (1956-2021) : footballeur international croate avant de devenir entraîneur, y est né.
- Ivo Josipović (1957-) : homme politique et président de la République croate, y est né.
- Ivo Karlović (1979-) : joueur de tennis.
- Niko Kranjčar (1984-) : footballeur international croate, y est né.
- Ajla Tomljanović (1993-) : joueuse de tennis.
- Matko Babić (1998-) : footballeur croate y est né.
- Le Filip ( 1995-) drag queen, y est né.
- Dubravka Rakoci (1955-), artiste conceptuelle croate.

## Jumelages
| Ville | Ville             | Pays | Pays               | Période                |
| ----- | ----------------- | ---- | ------------------ | ---------------------- |
|       | Amasya            |      | Turquie            |                        |
|       | Balakovo          |      | Russie             |                        |
|       | Bologne           |      | Italie             | depuis 1984            |
|       | Budapest          |      | Hongrie            | depuis le 25 juin 1994 |
|       | Buenos Aires      |      | Argentine          | depuis mai 1998        |
|       | Cluj-Napoca       |      | Roumanie           | depuis juin 1976       |
|       | Cracovie,         |      | Pologne            | depuis le 3 avril 1975 |
|       | Kyoto             |      | Japon              | depuis 1972            |
|       | La Paz            |      | Bolivie            |                        |
|       | Lisbonne          |      | Portugal           | depuis 1977            |
|       | Ljubljana         |      | Slovénie           | depuis février 2001    |
|       | Londres           |      | Royaume-Uni        | depuis 2009            |
|       | Mayence           |      | Allemagne          | depuis 1967            |
|       | Palerme           |      | Italie             |                        |
|       | Pittsburgh        |      | États-Unis         | depuis octobre 1980    |
|       | Podgorica         |      | Monténégro         | depuis 2006            |
|       | Prizren           |      | Kosovo             |                        |
|       | Saint-Pétersbourg |      | Russie             | depuis 1968            |
|       | Sarajevo          |      | Bosnie-Herzégovine | depuis avril 2001      |
|       | Shanghai          |      | Chine              | depuis juin 1980       |
|       | Skopje            |      | Macédoine du Nord  | depuis décembre 2011   |
|       | Tirana            |      | Albanie            | depuis septembre 2004  |
|       | Tromsø            |      | Norvège            | depuis 1971            |
|       | Varsovie          |      | Pologne            | depuis 2011            |
|       | Vienne            |      | Autriche           | depuis novembre 2000   |

## Galerie

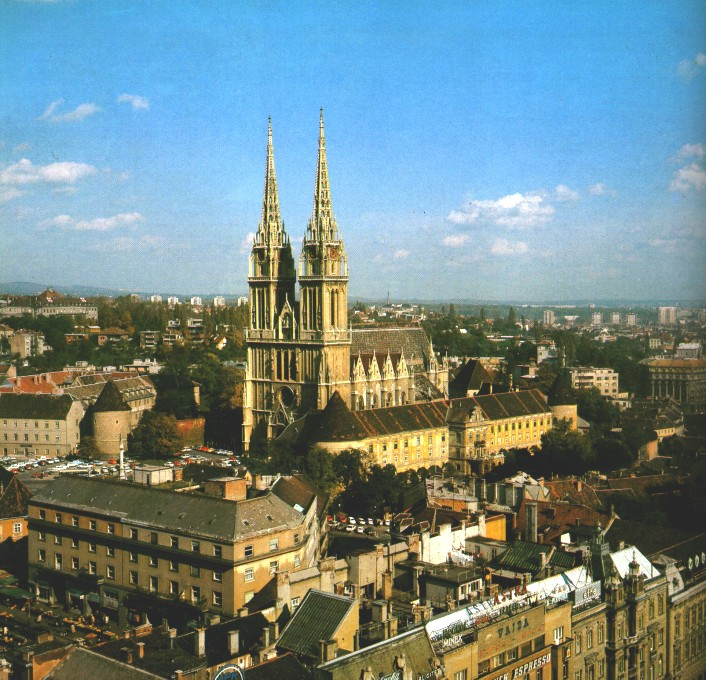
Zagreb vue du ciel.
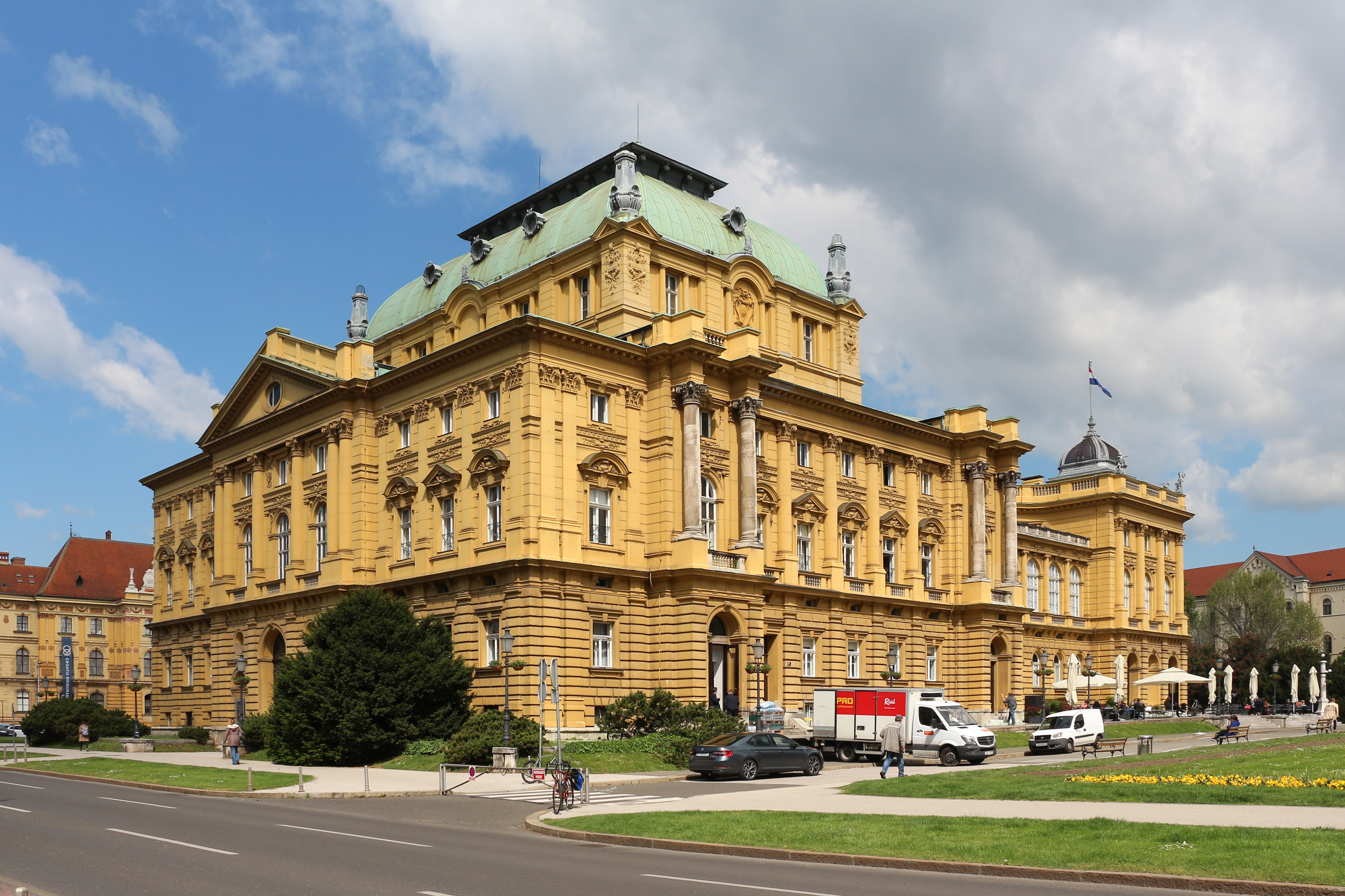
Le Théâtre national.
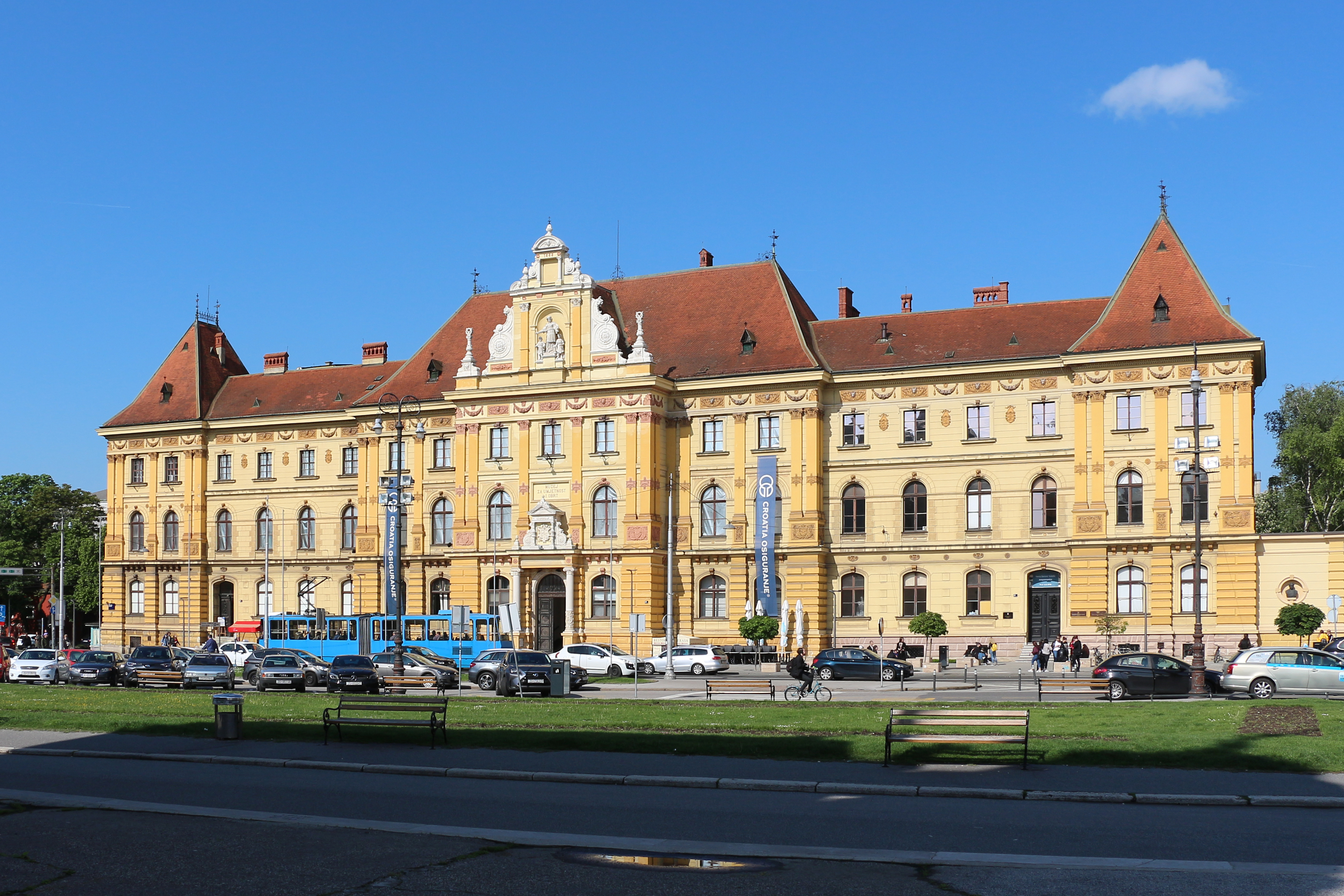
Musée des Arts décoratifs.
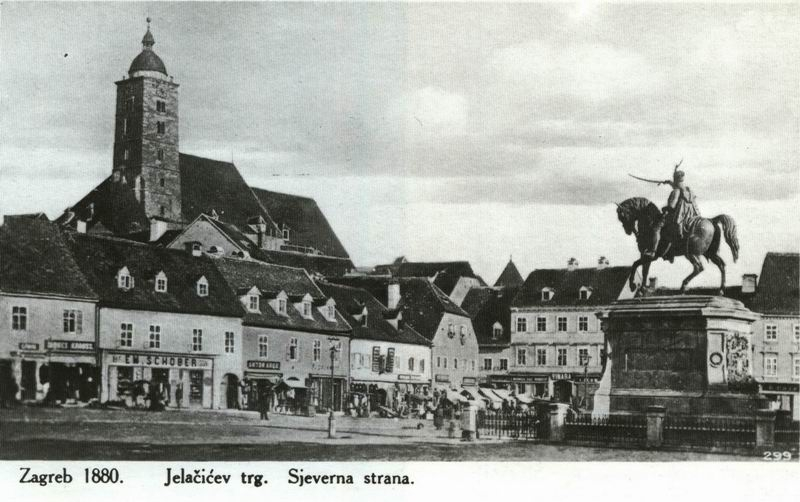
Place du ban Jelačić, centre-ville (1880).
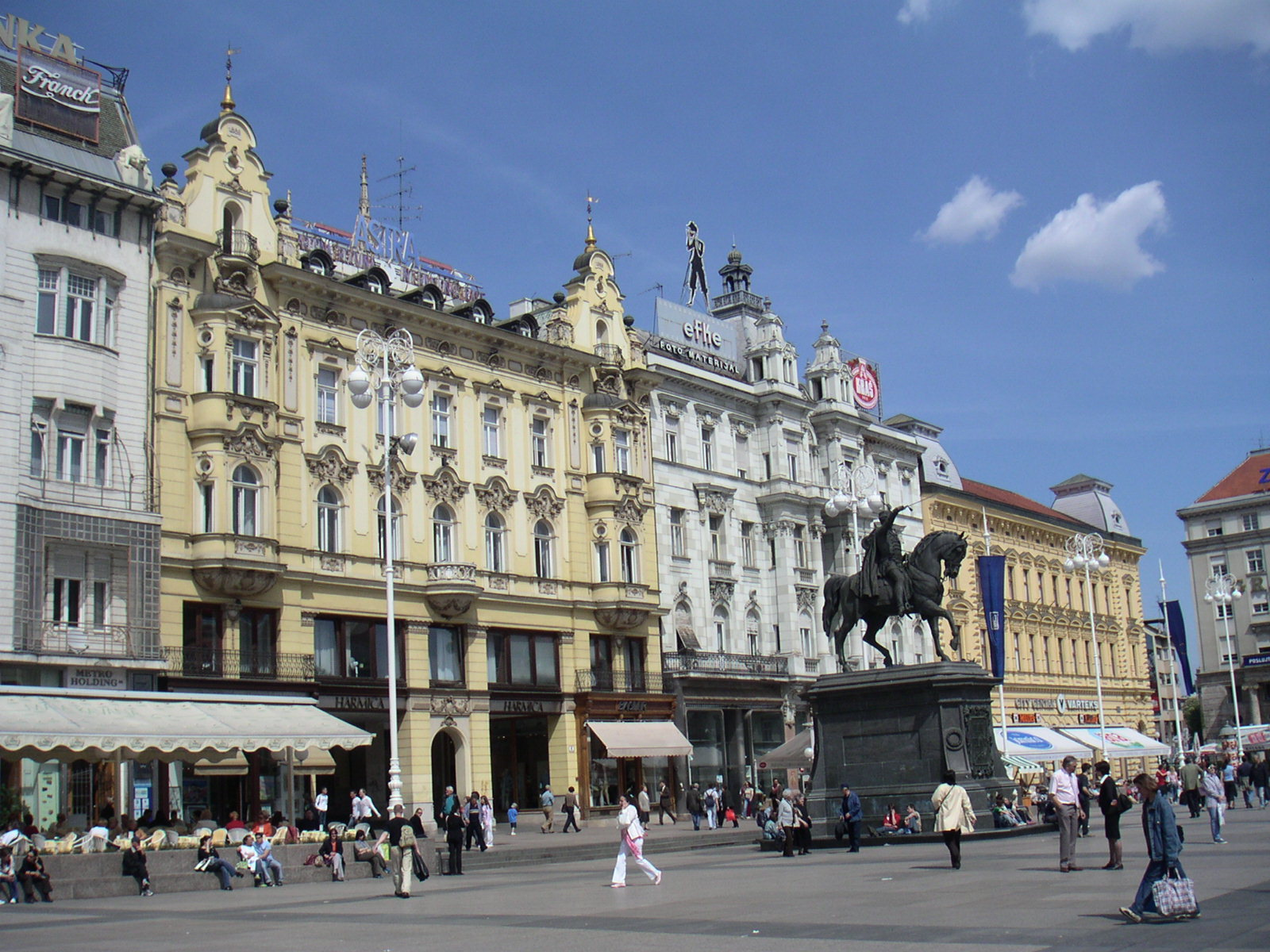
Place du ban Jelačić, centre-ville (2005).
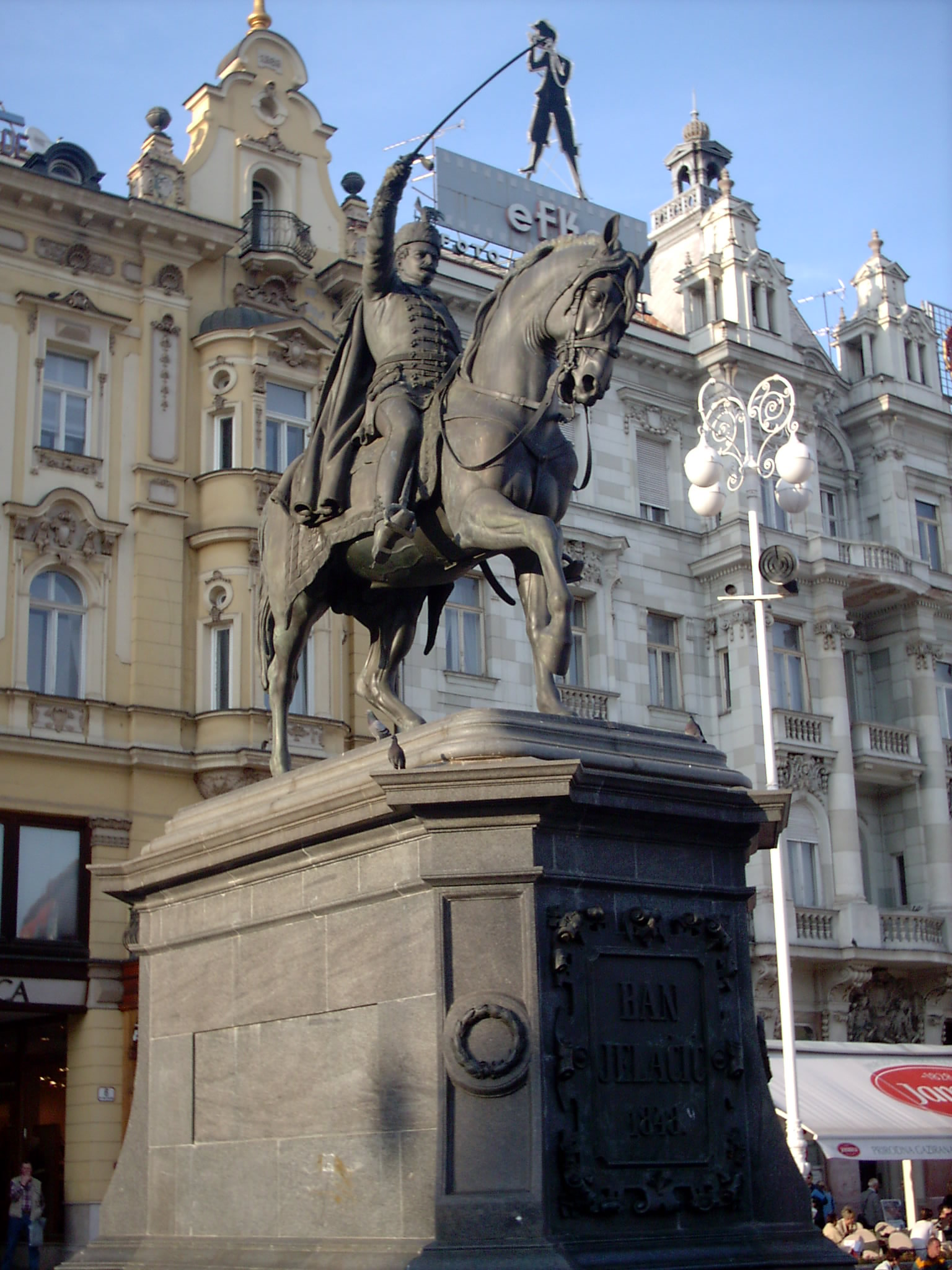
Statue équestre représentant Josip Jelačić (Zagreb).
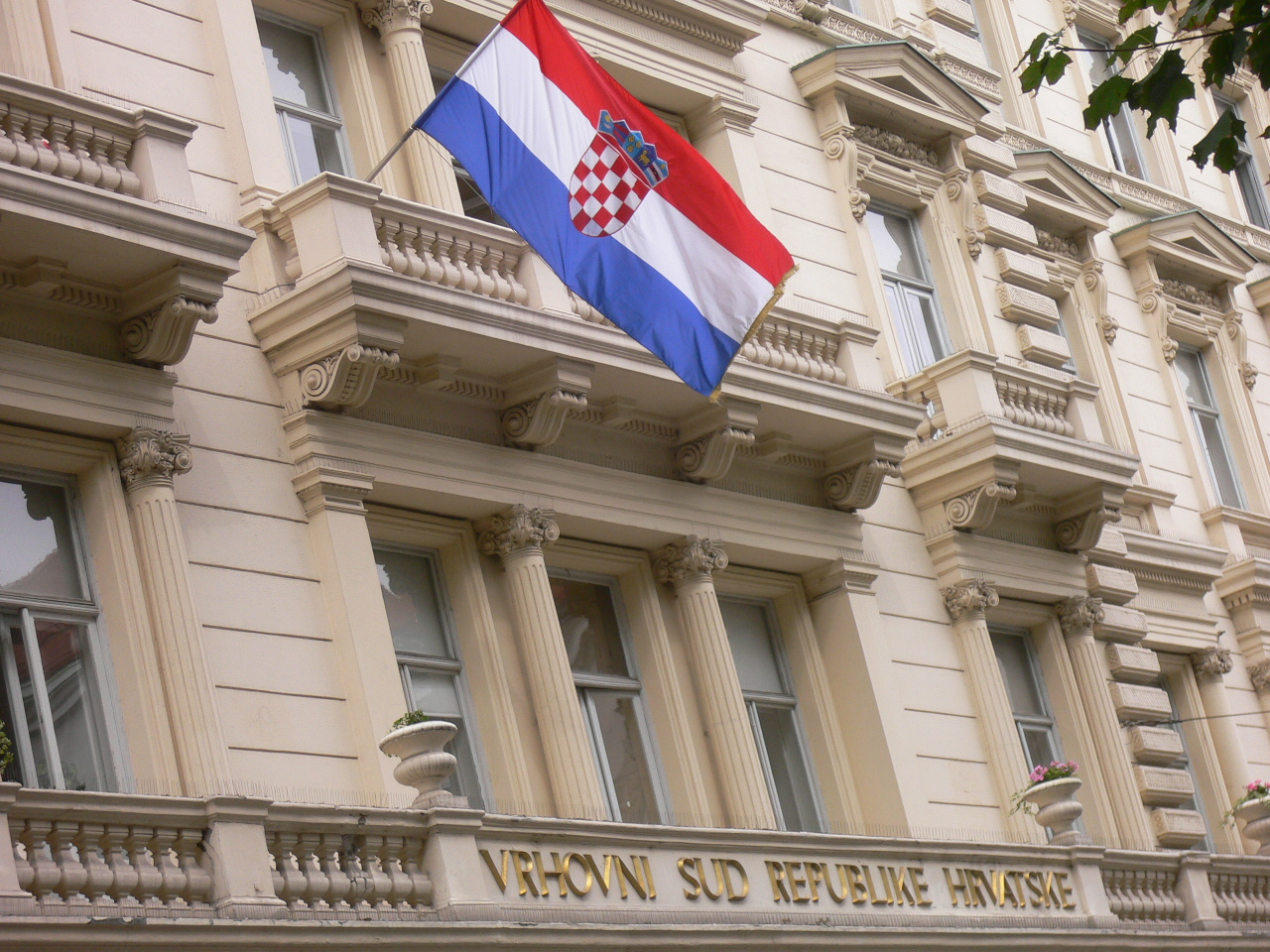
Tribunal national.
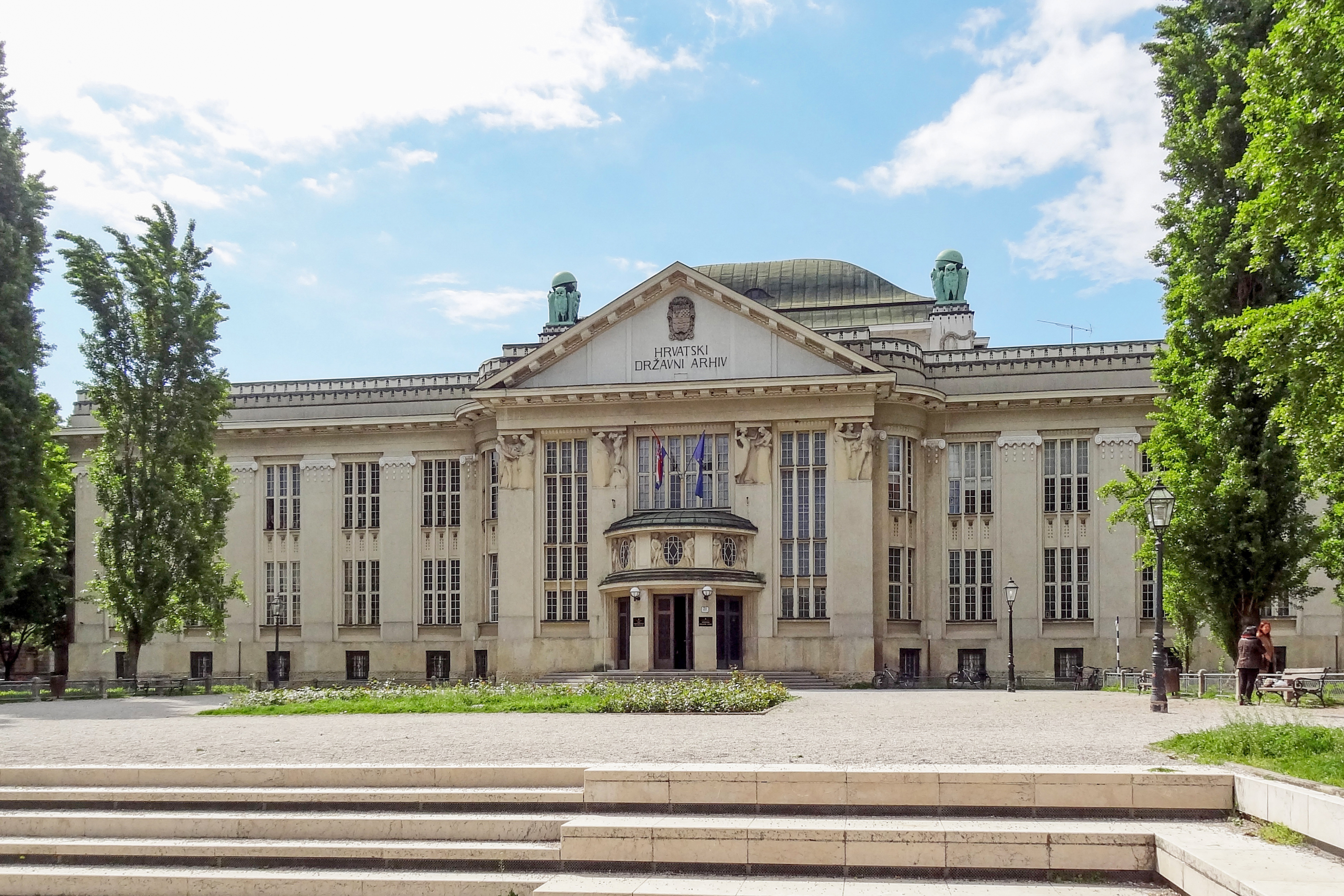
Archives d'État de Croatie à Zagreb.
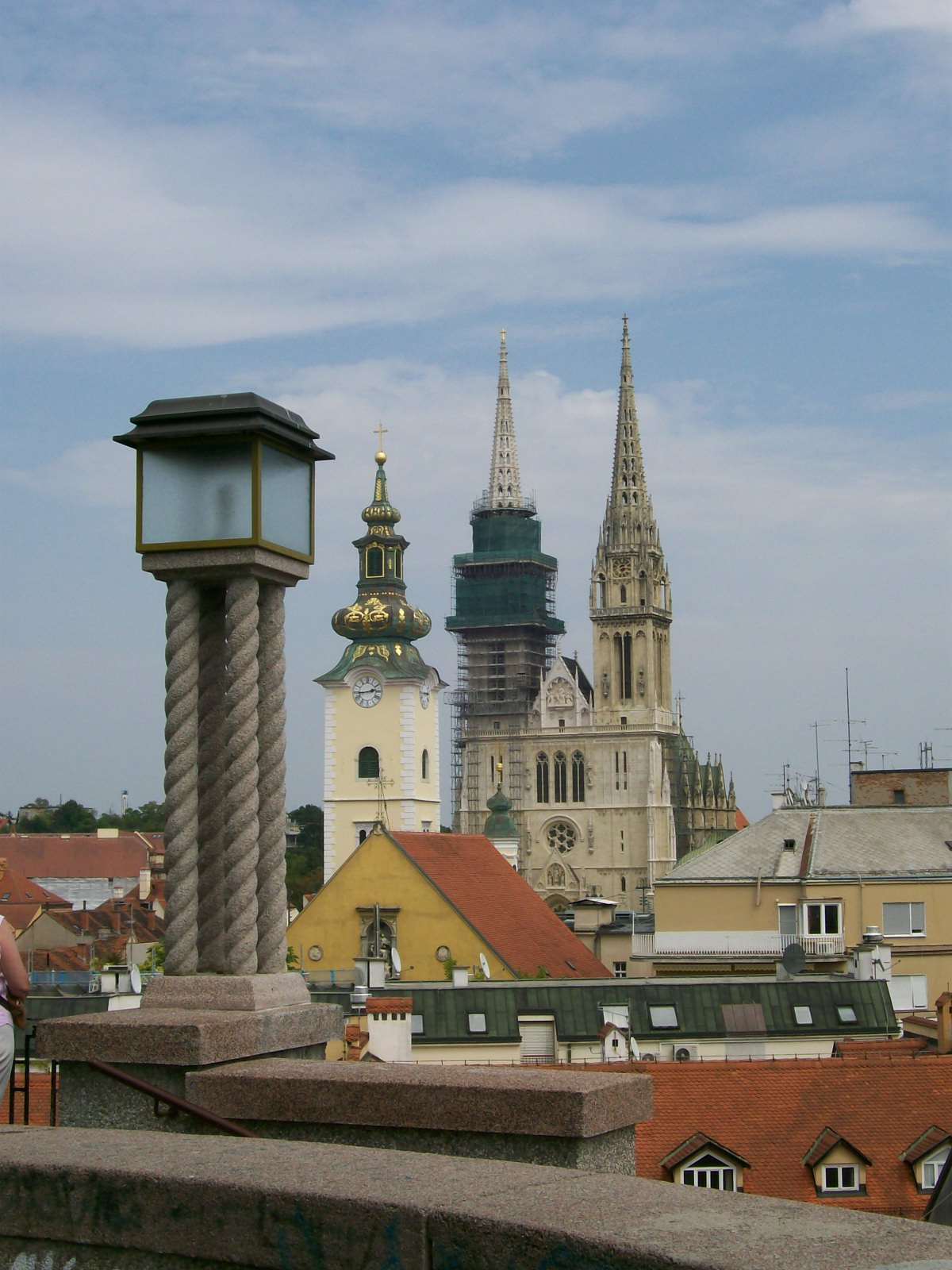
Ville Haute.
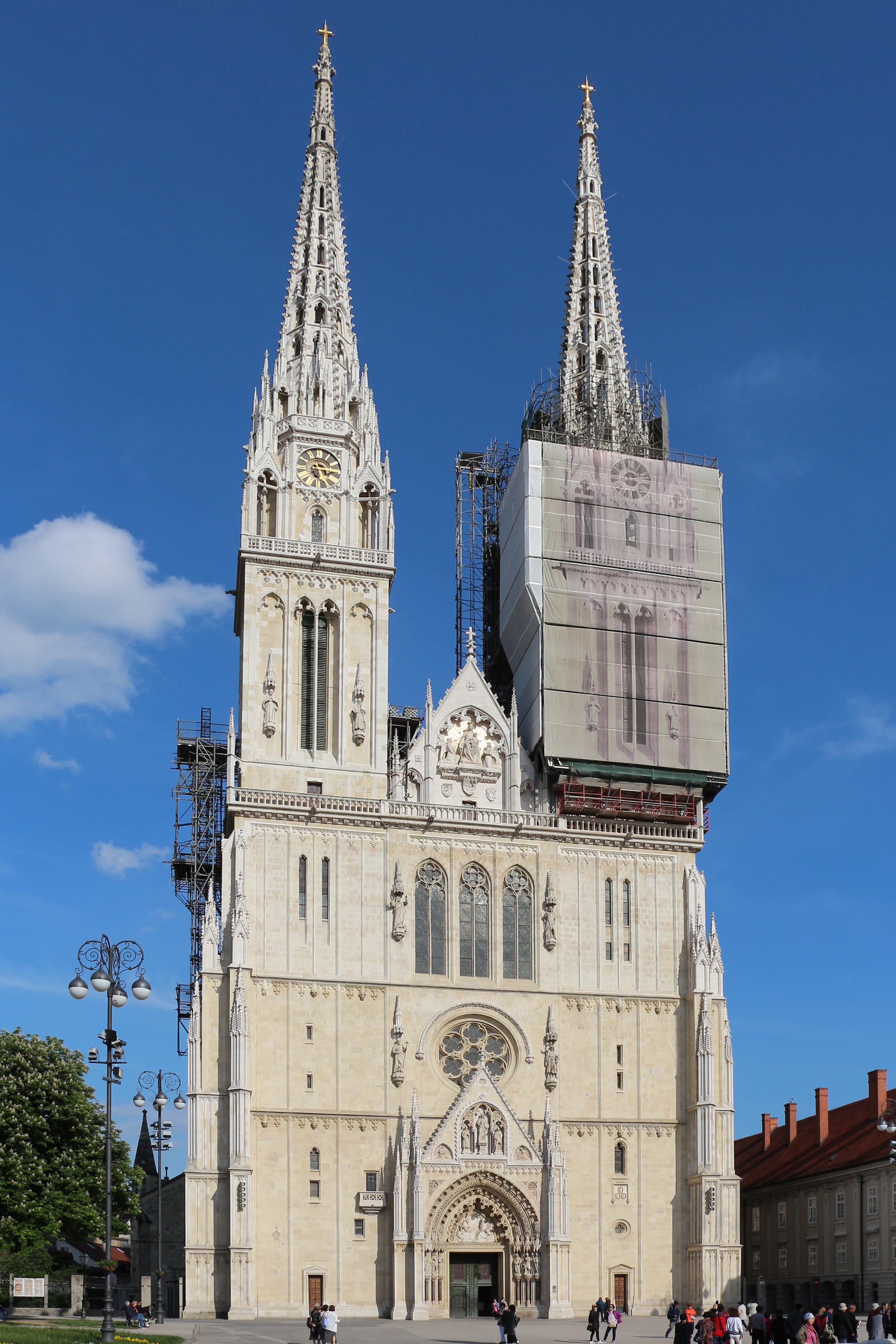
Cathédrale de Zagreb.
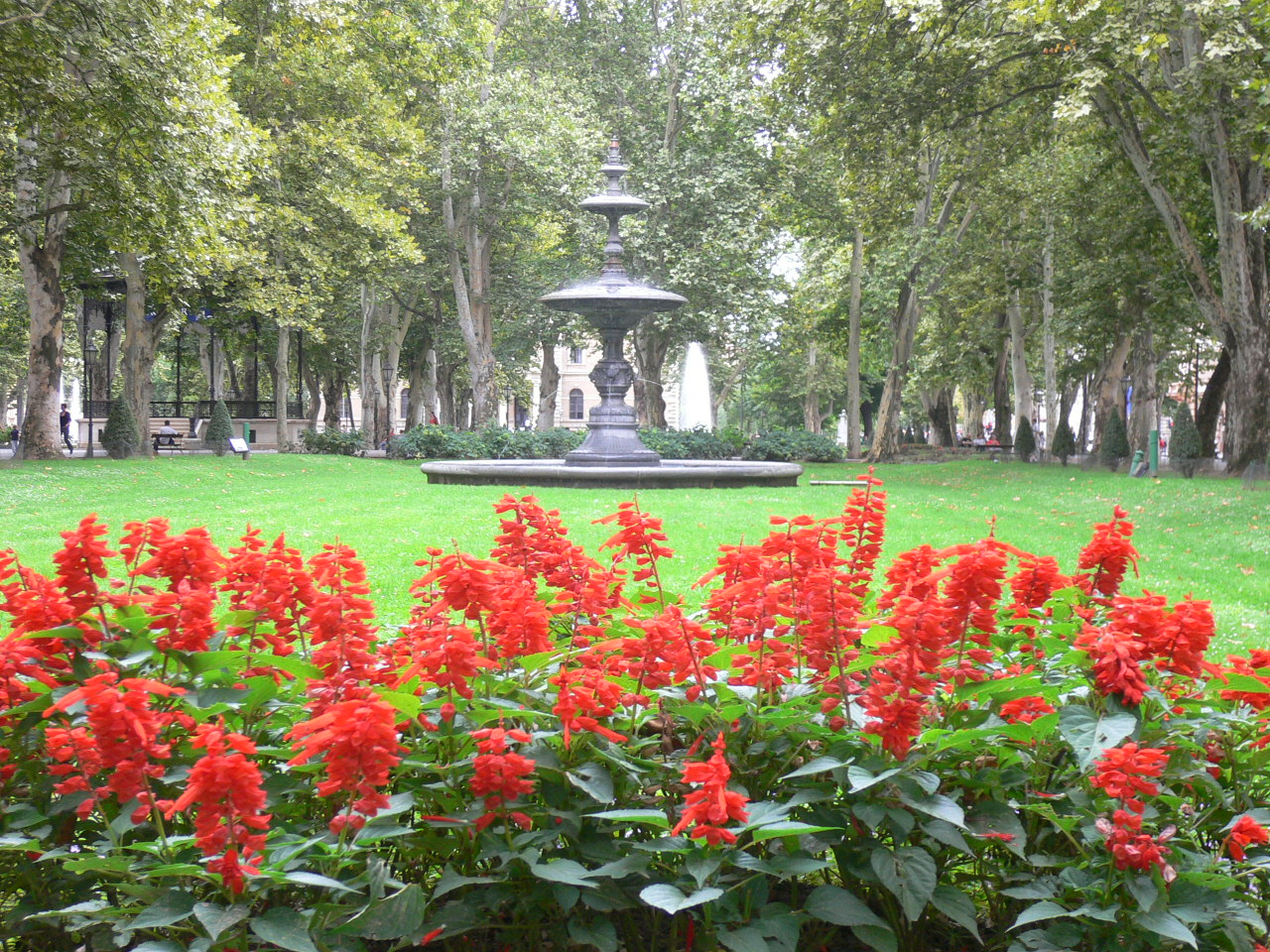
Parc dans la ville.
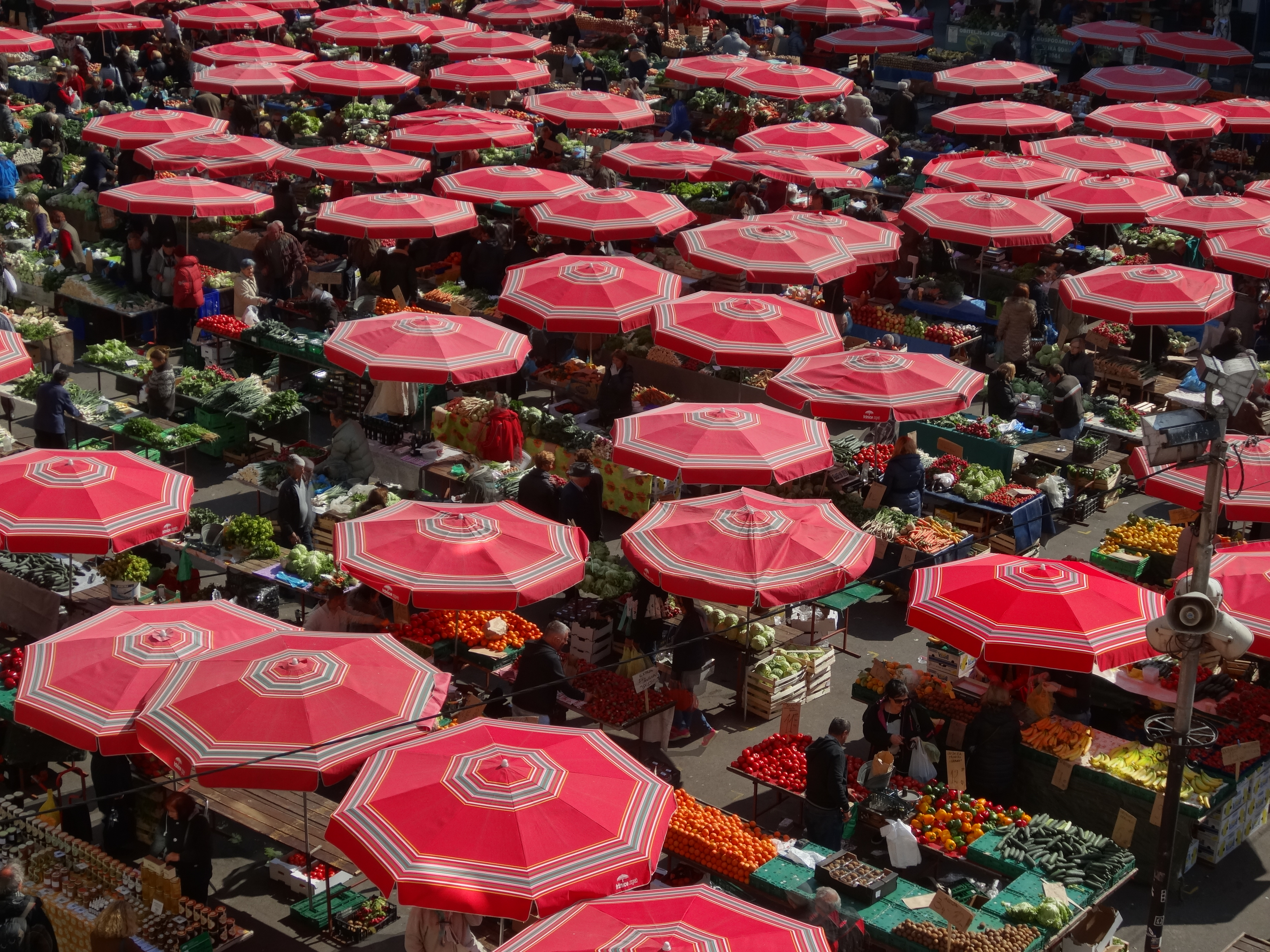
Place du marché, Dolac.
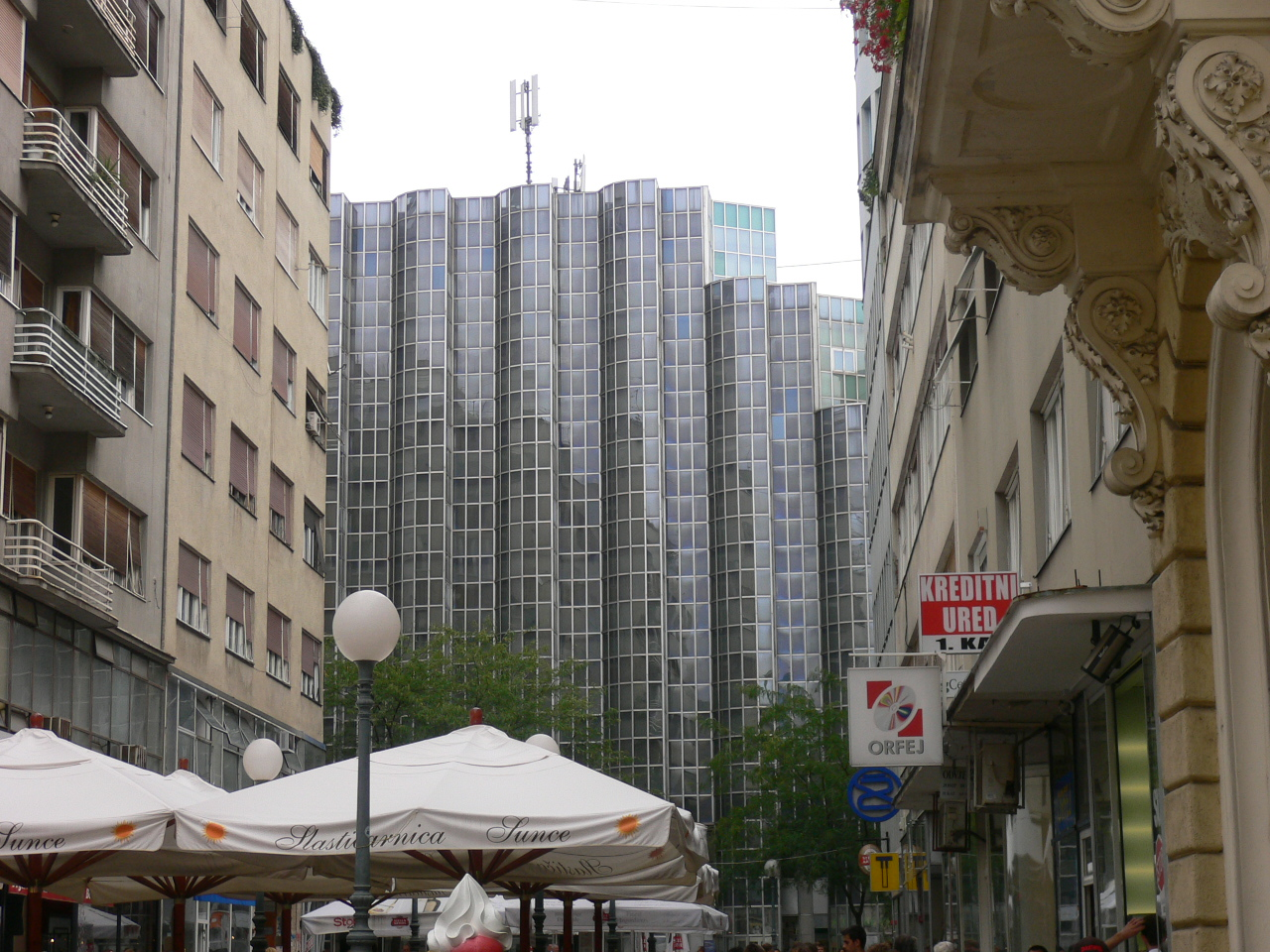
Quand le baroque rencontre l'architecture moderne.
Place des nobles croates
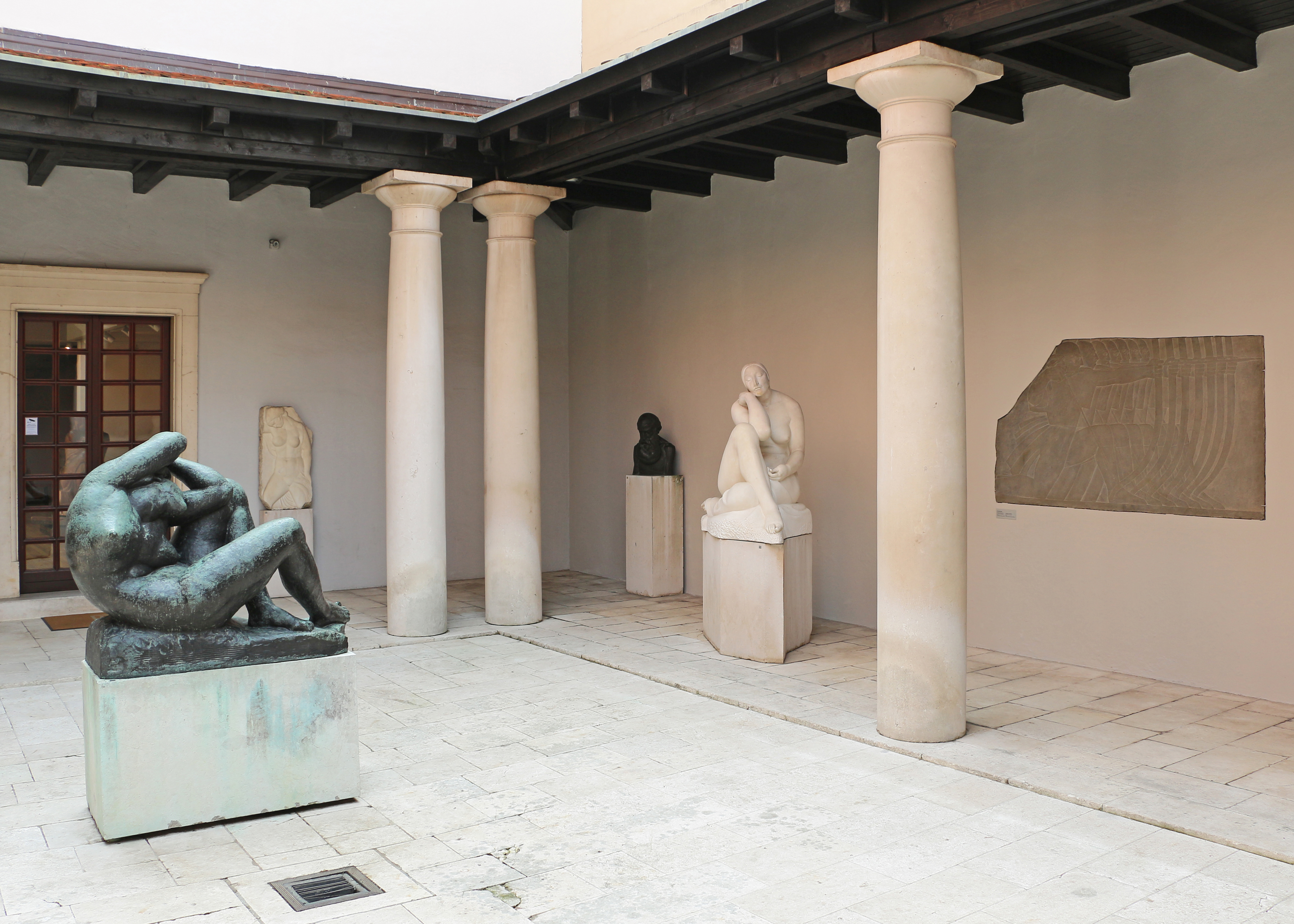
Atelier Meštrović.
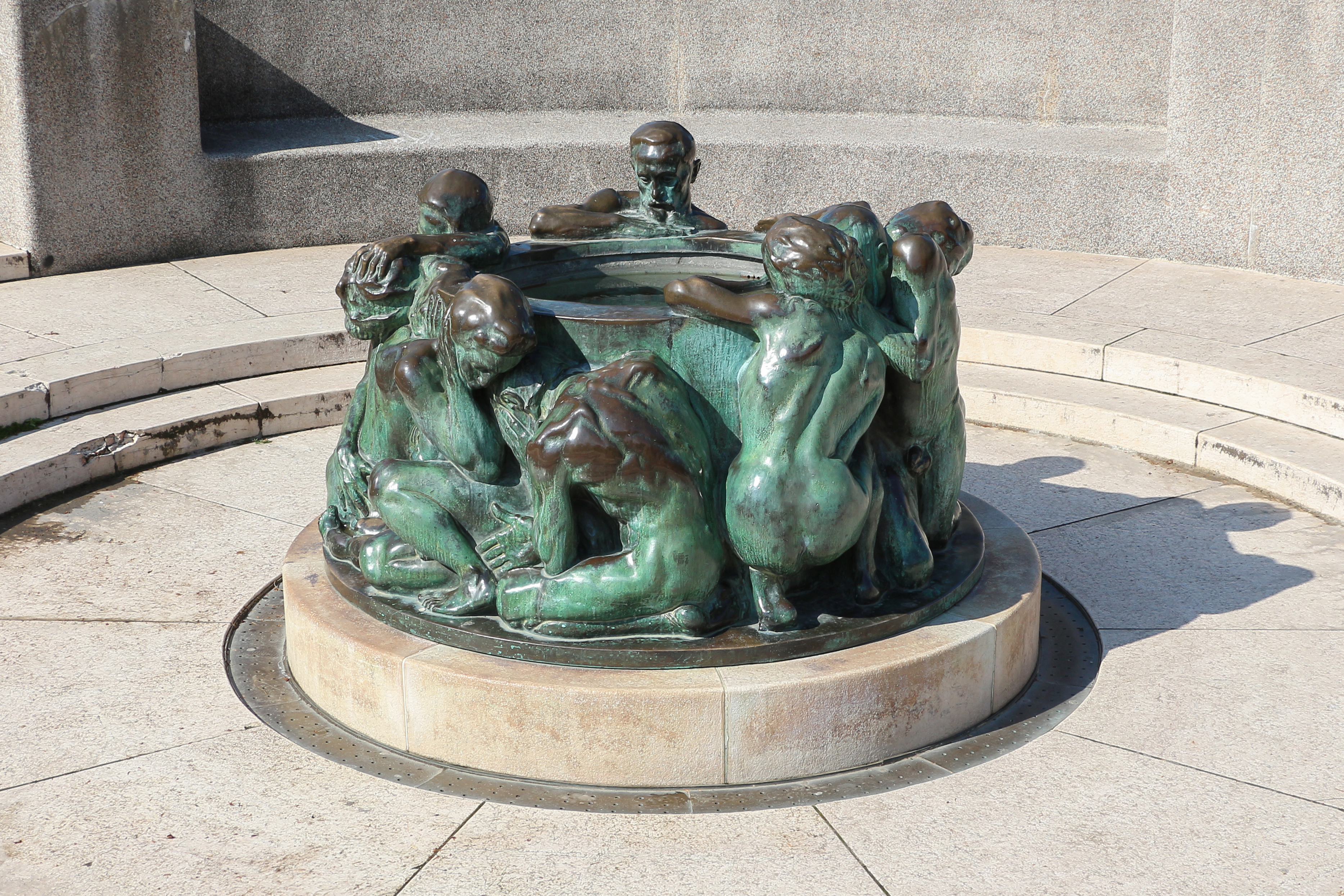
Le Puits de la Vie en face du Théâtre national.
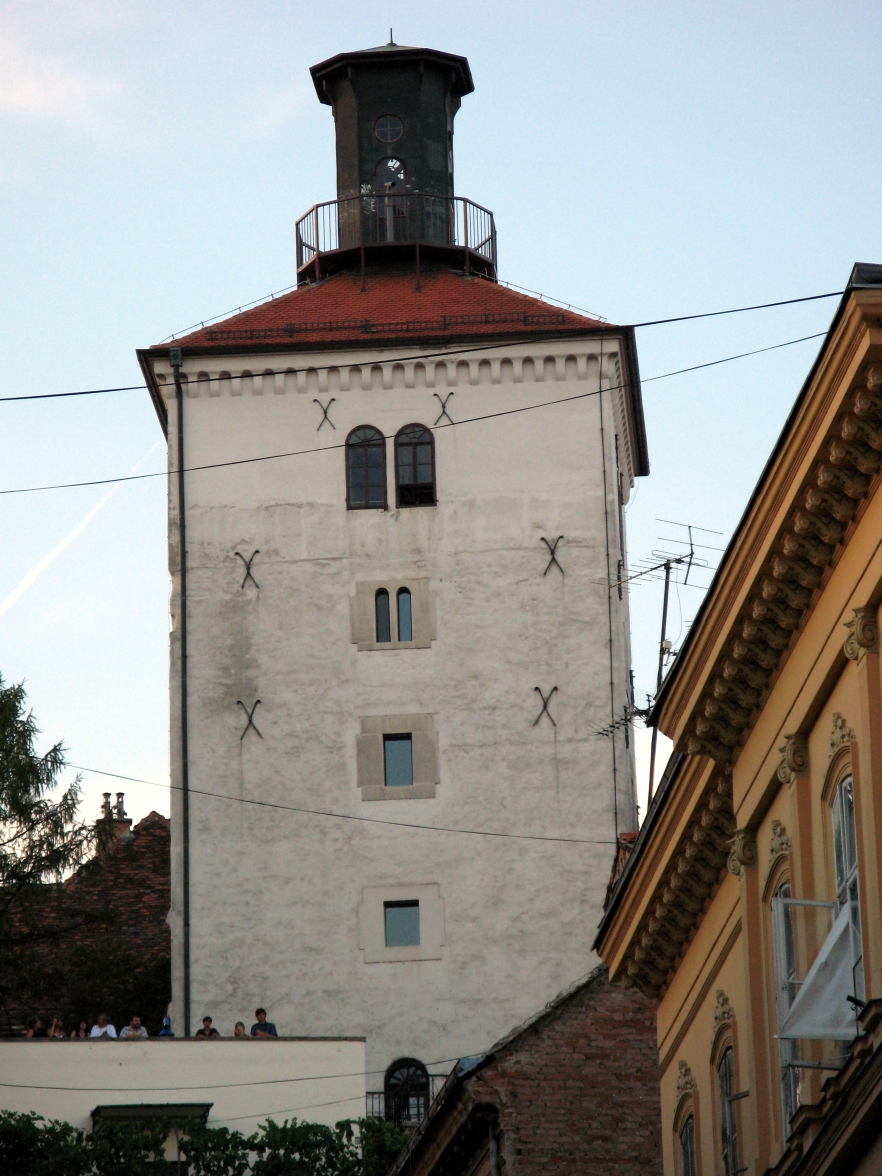
Tour Lotrščak.
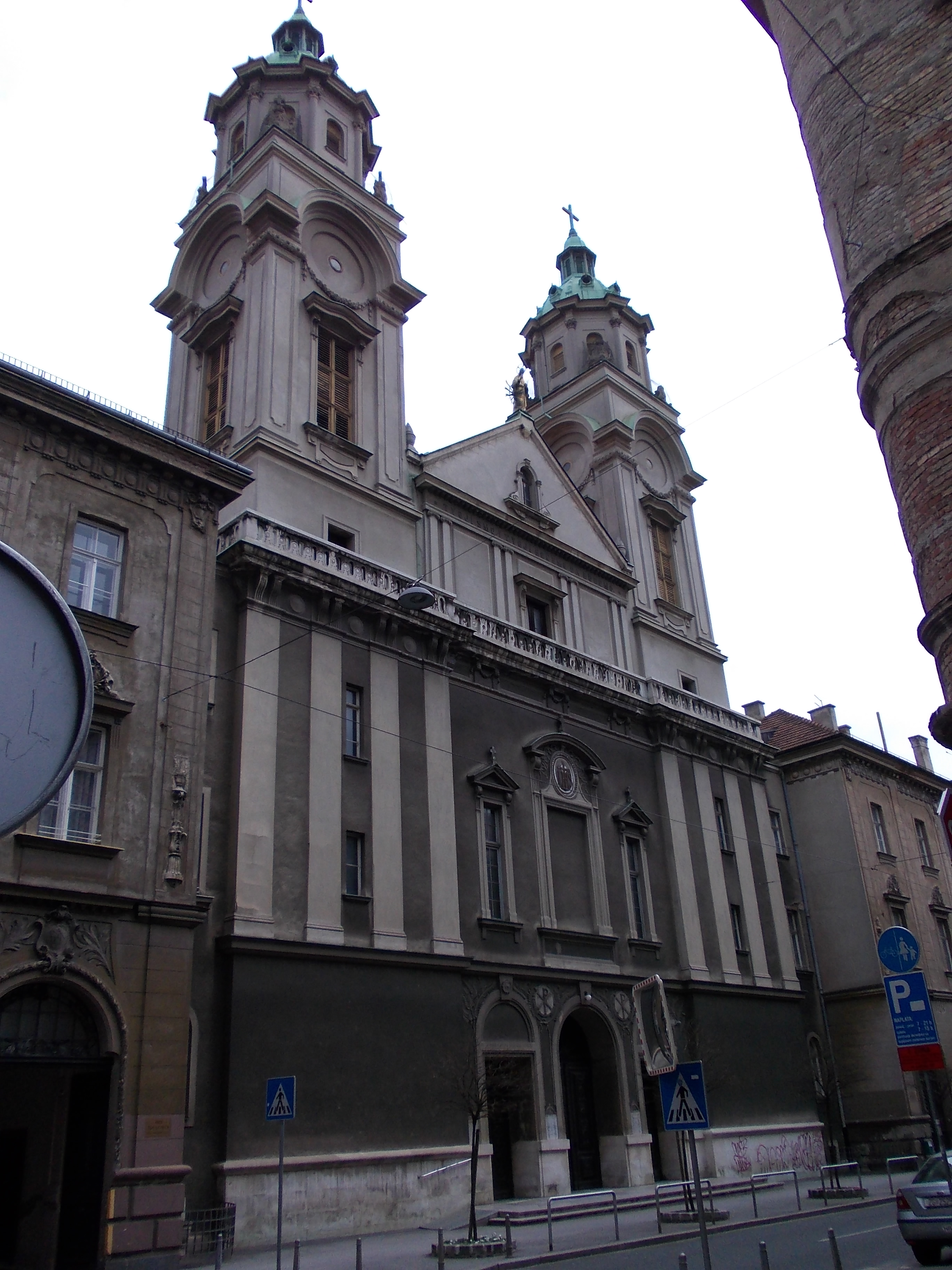
Basilique du Sacré-Cœur.
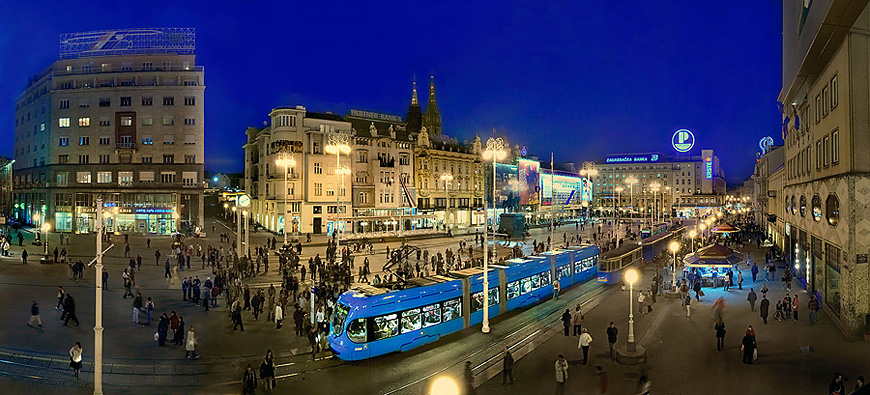
Place Ban-Jelačić
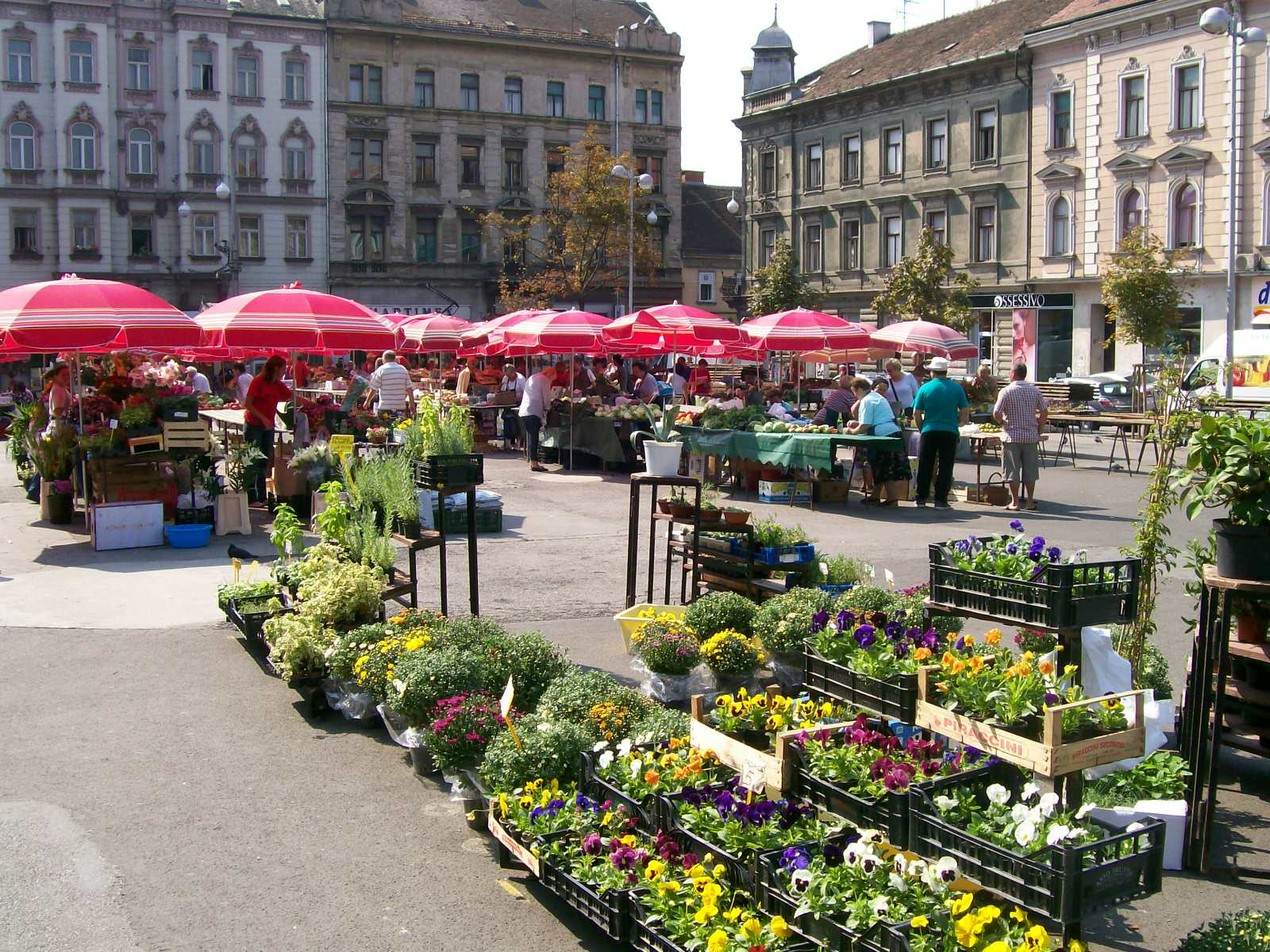
Britanski trg (Place britannique)
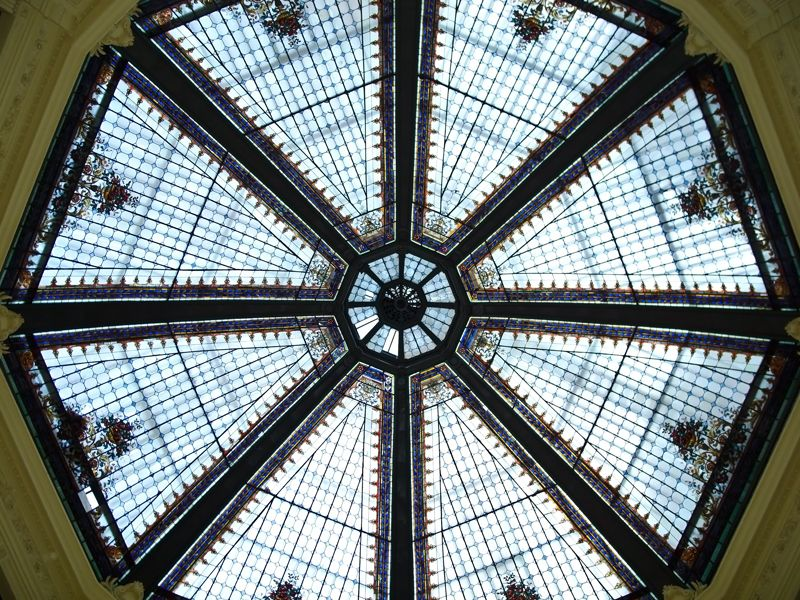
Verrière du passage Oktogon, quartier Ilica
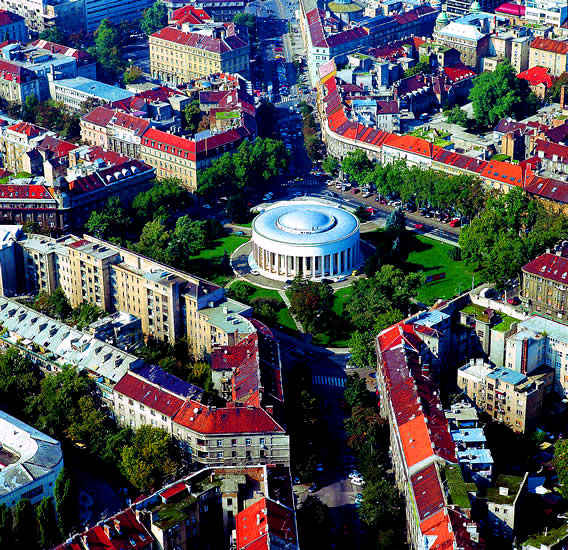
Place des victimes du fascisme
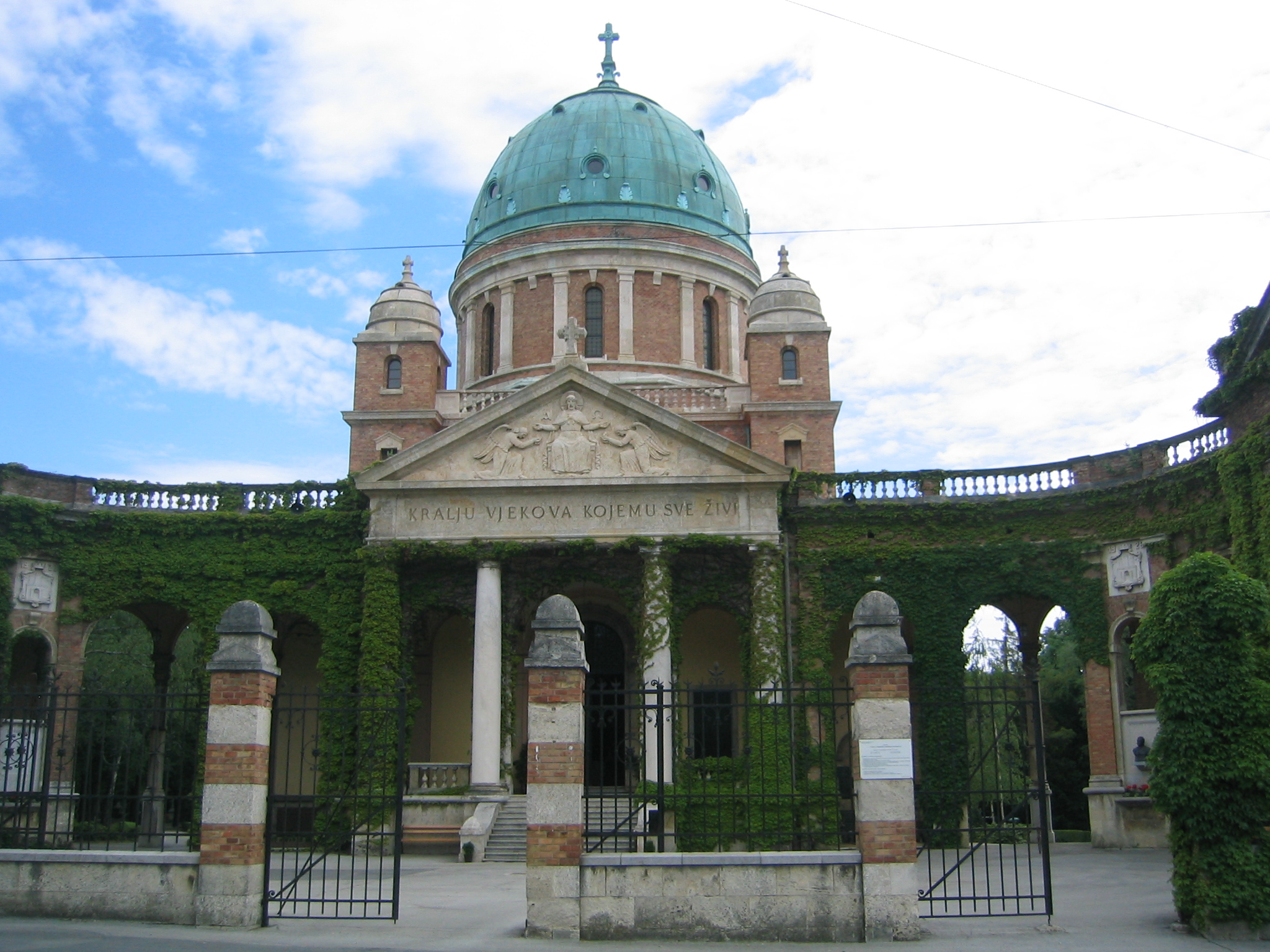
Cimetière de Mirogoj
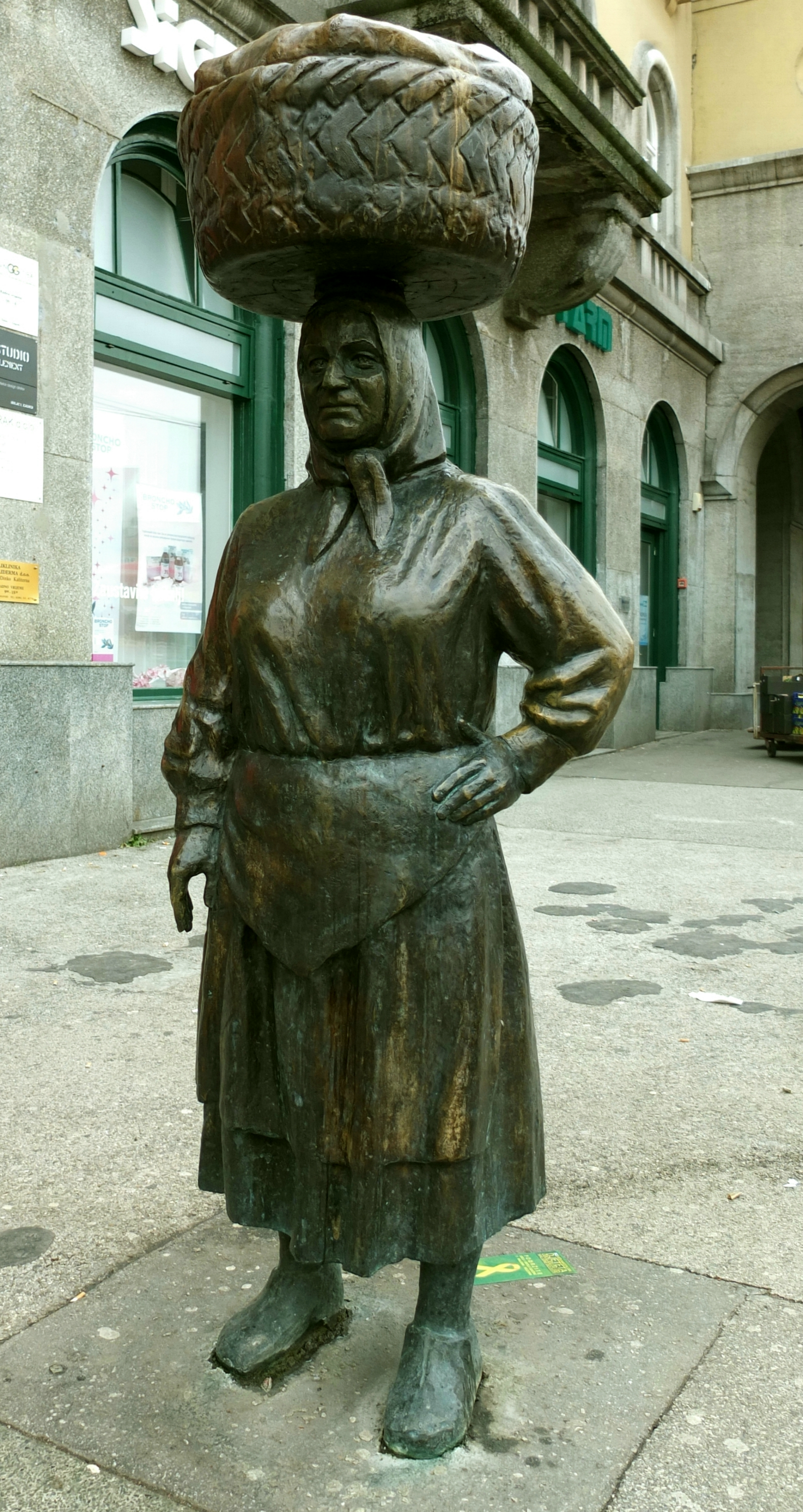
Statue à la paysanne croate, Marché de Dolac, Gornji Grad - Medveščak
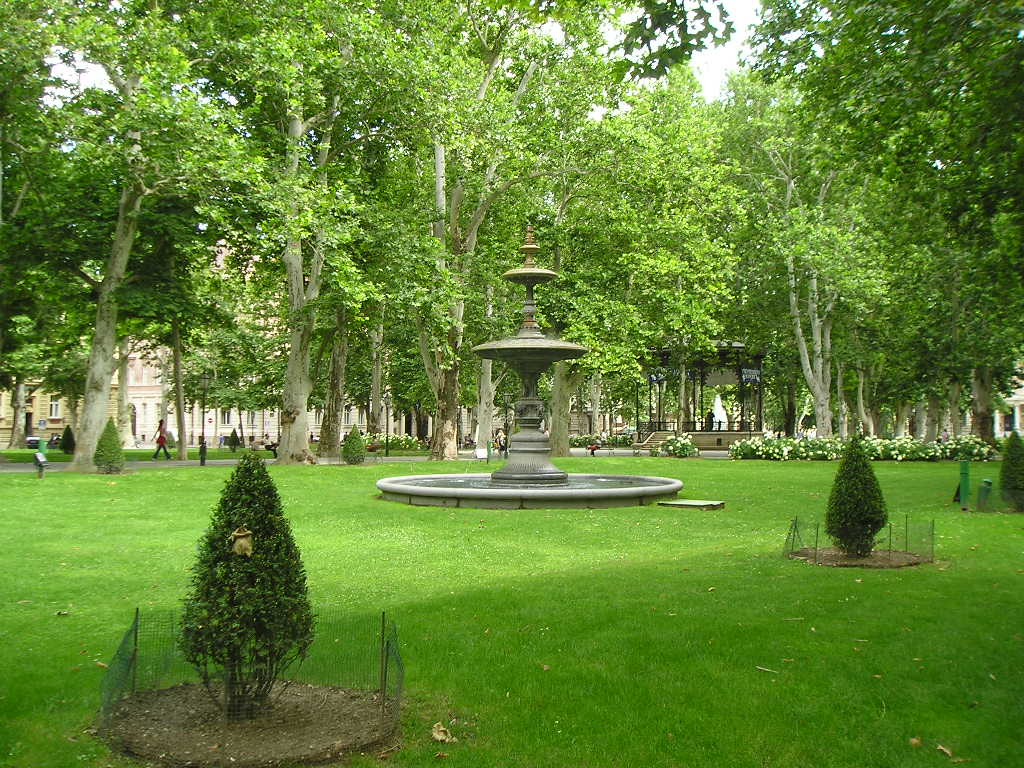
Place Nikola Šubić Zrinski
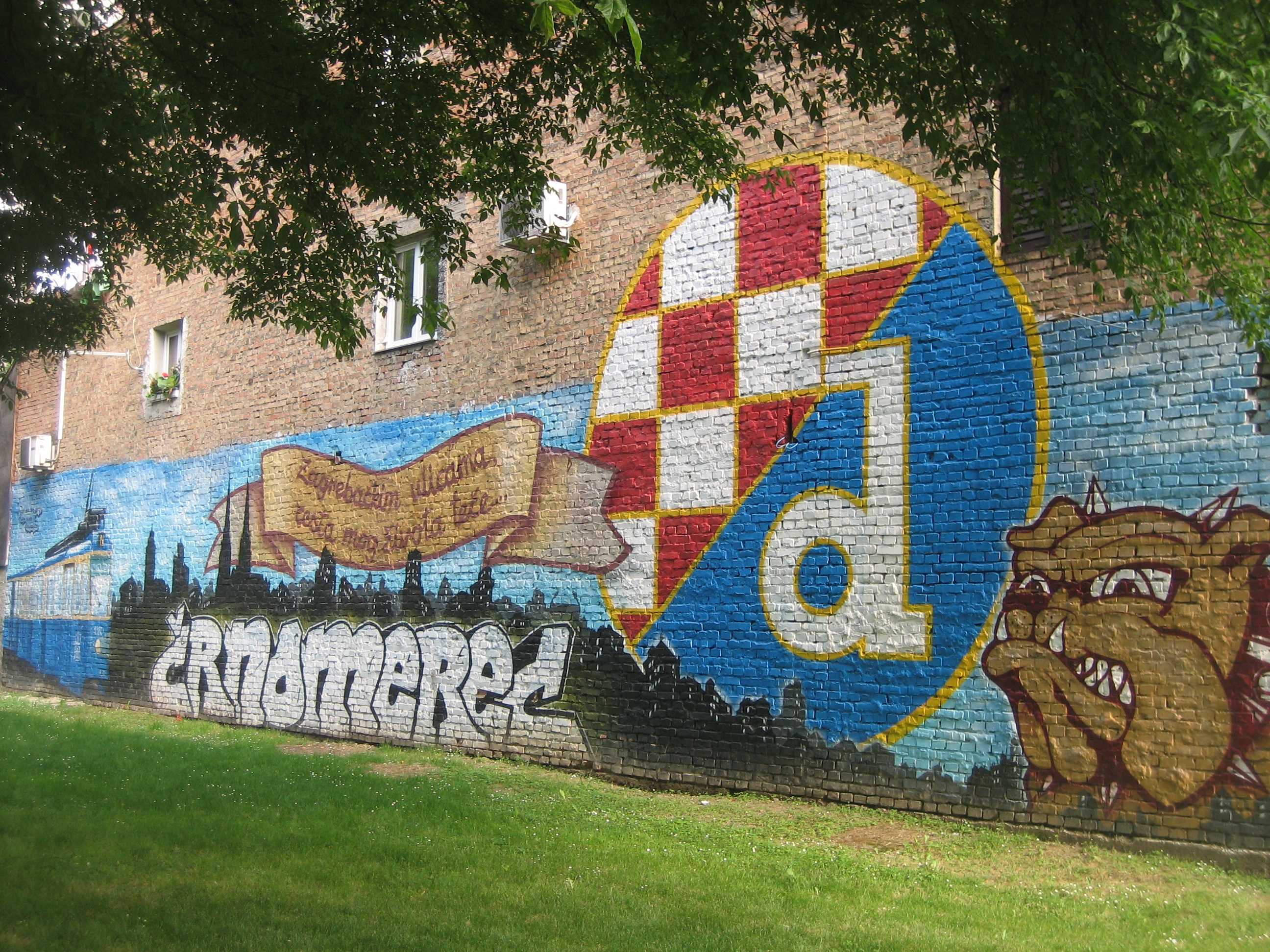
Murale de supporters du Dinamo sur les murs de Zagreb
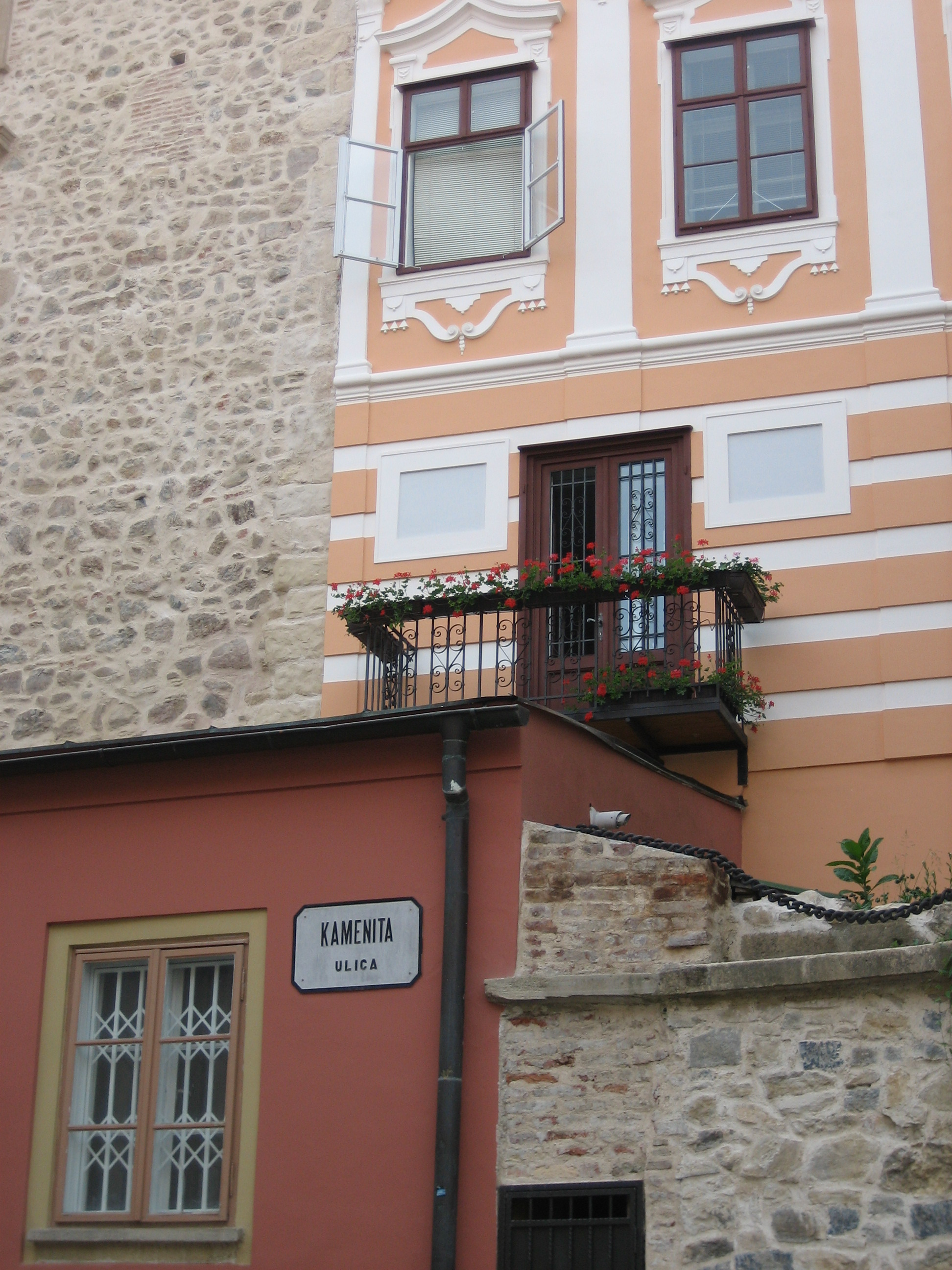
La Rue Kamenita Ulica

- Quelques monuments à la mémoire des victimes

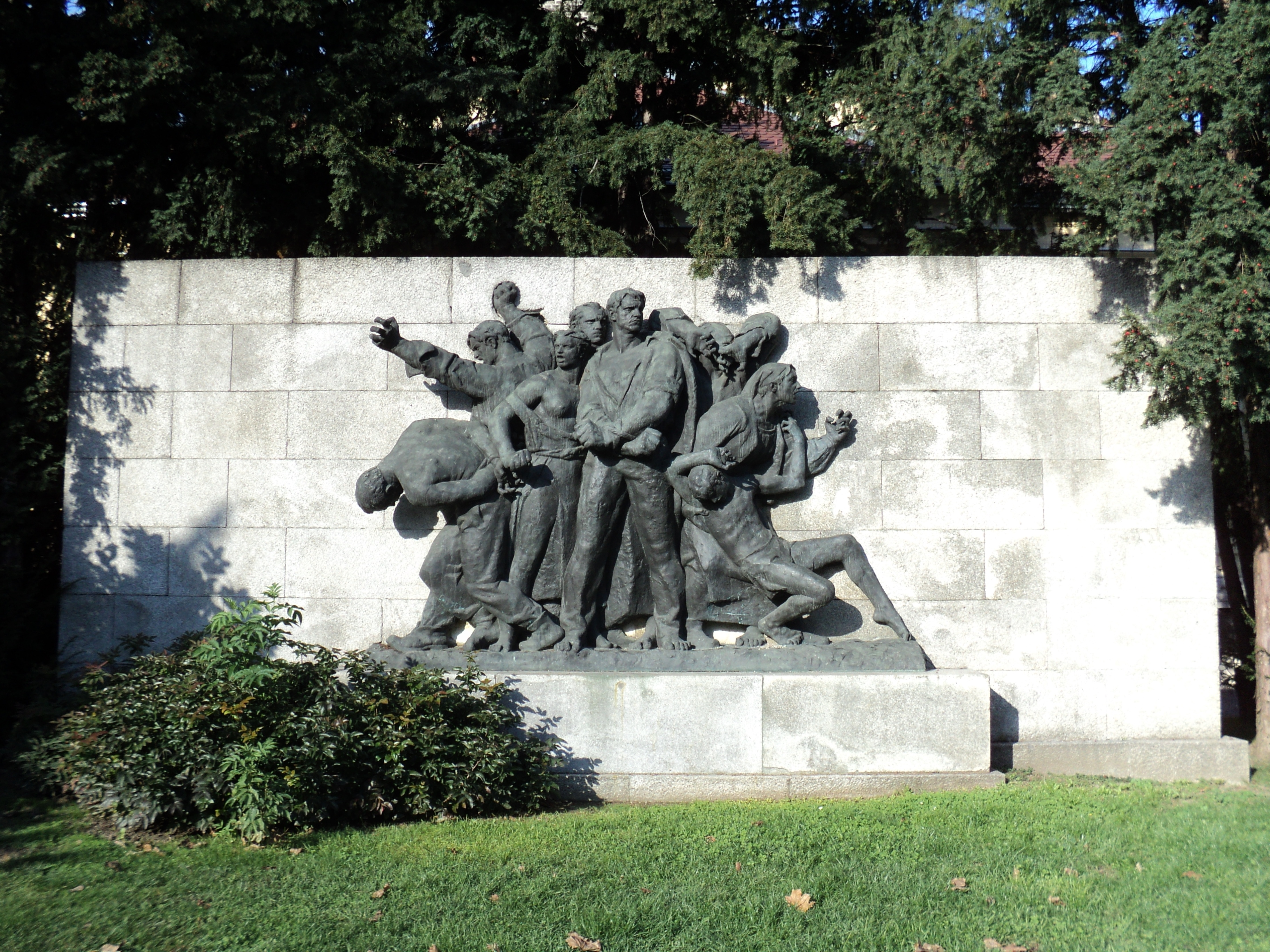
Frano Kršinić, Exécution des otages (1951)
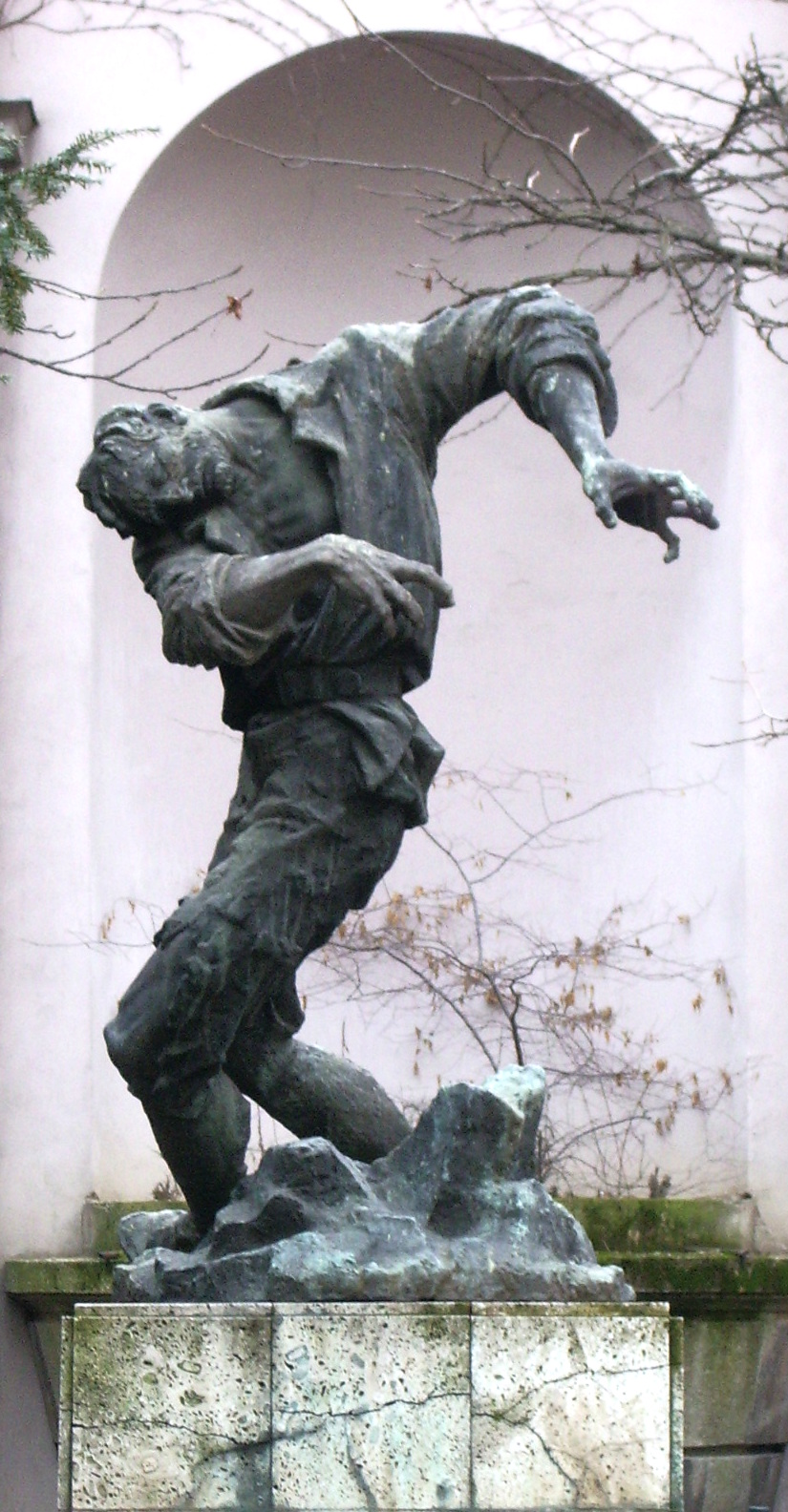
Vanja Radauš, Blessé
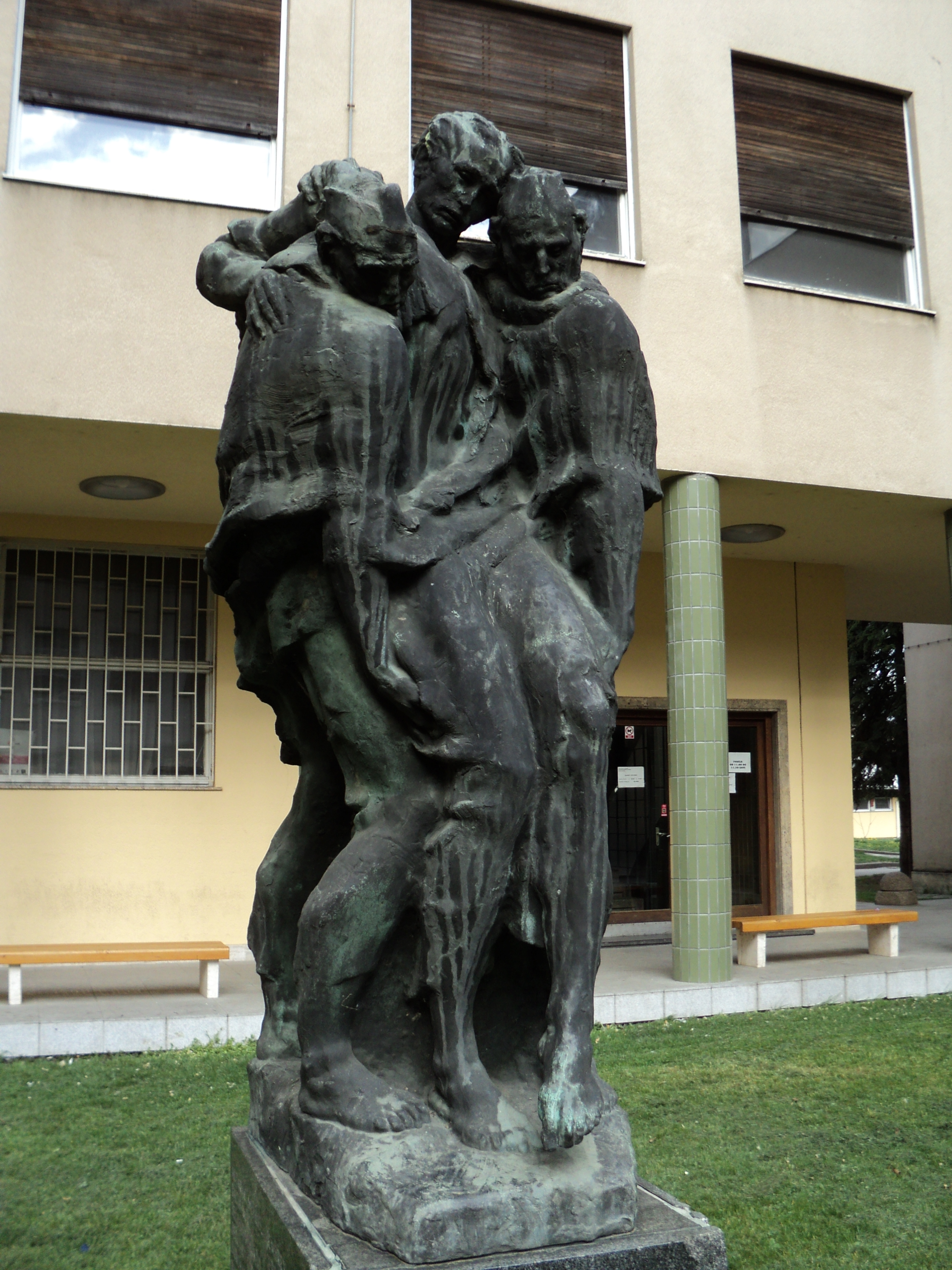
Antun Augustinčić, Transport des blessés (1953)
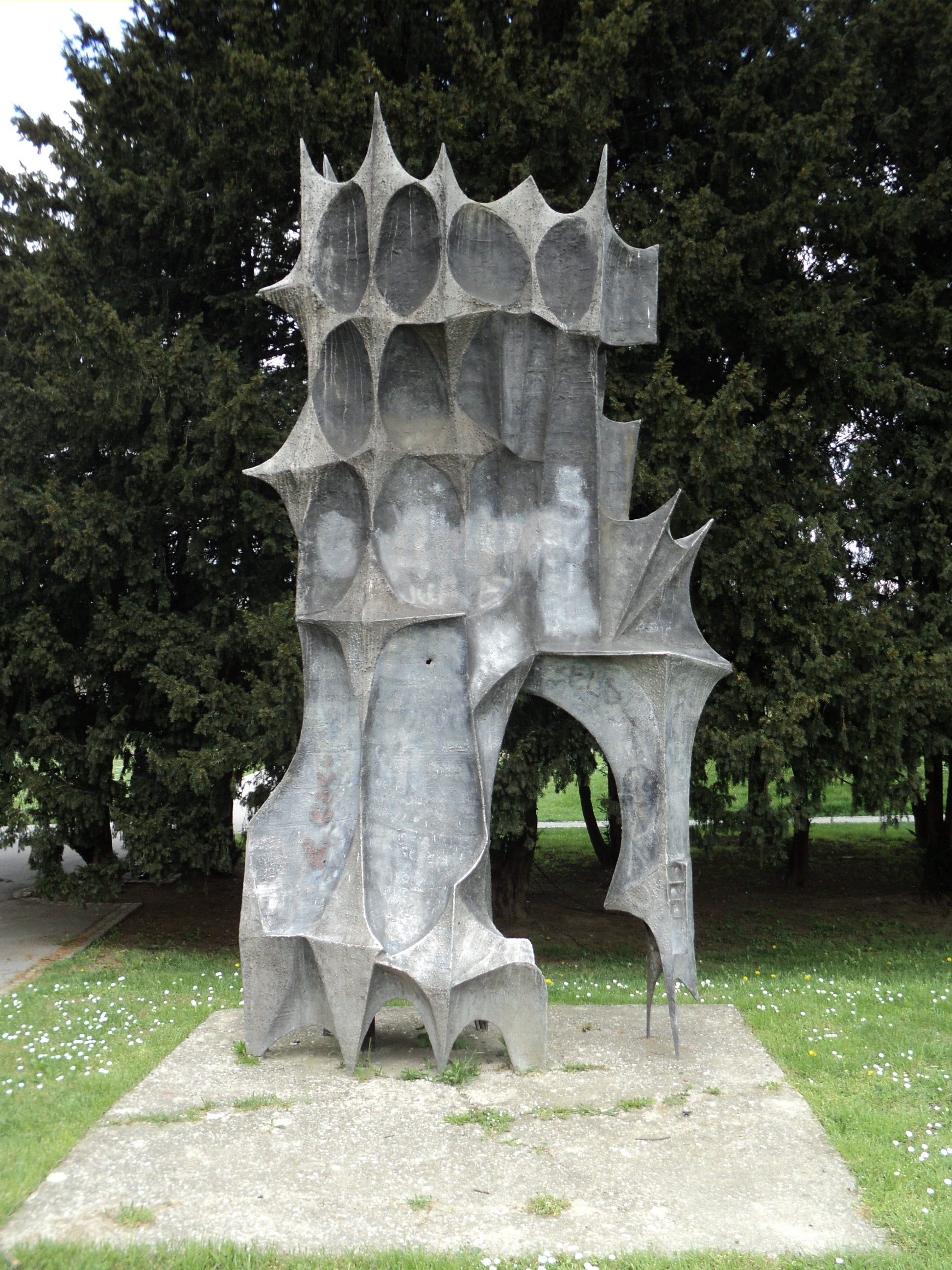
Monument aux victimes de décembre 1943 (1961)
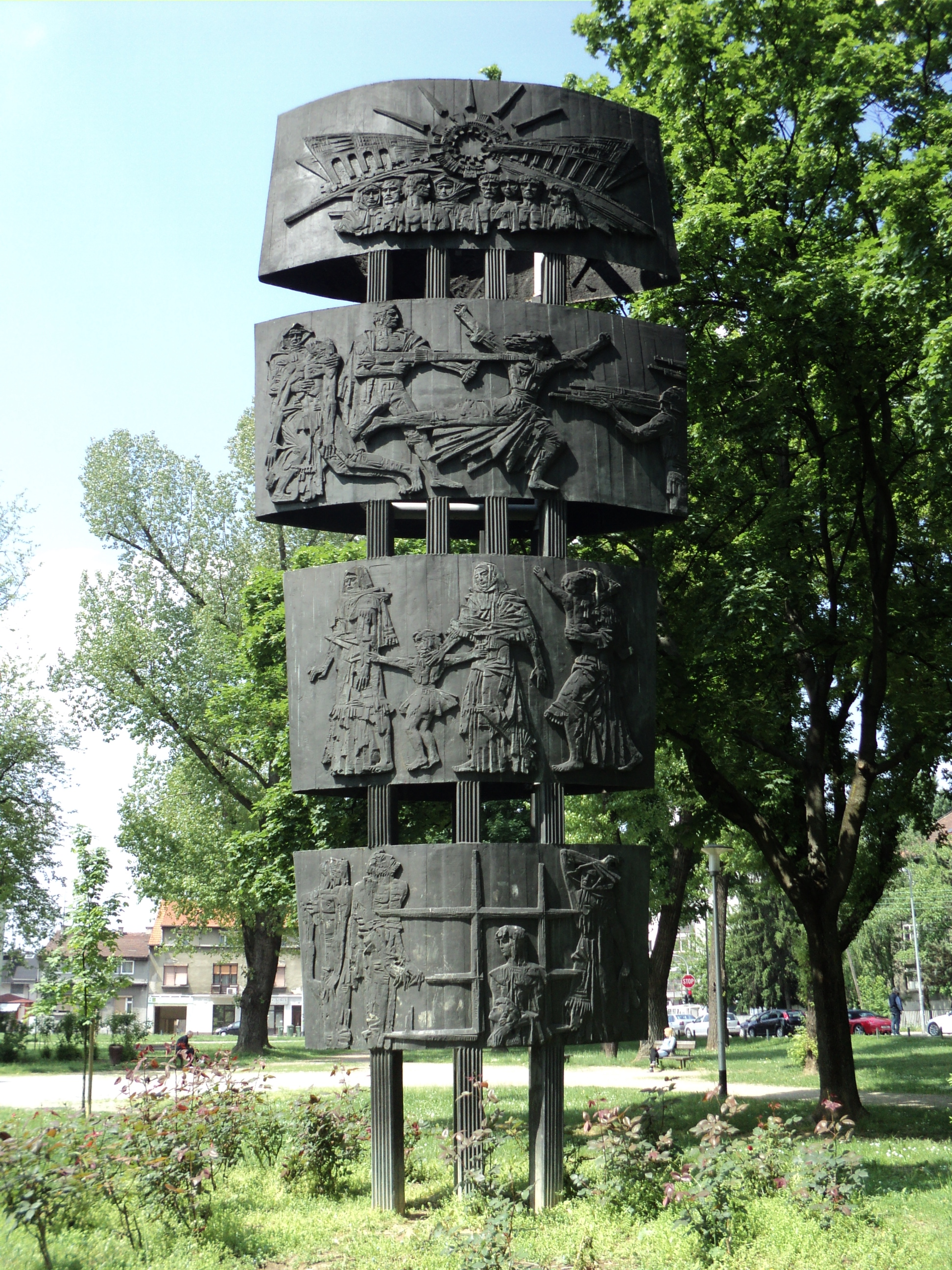
Tomislav Ostoja, Monument aux combattants tombés (1972)
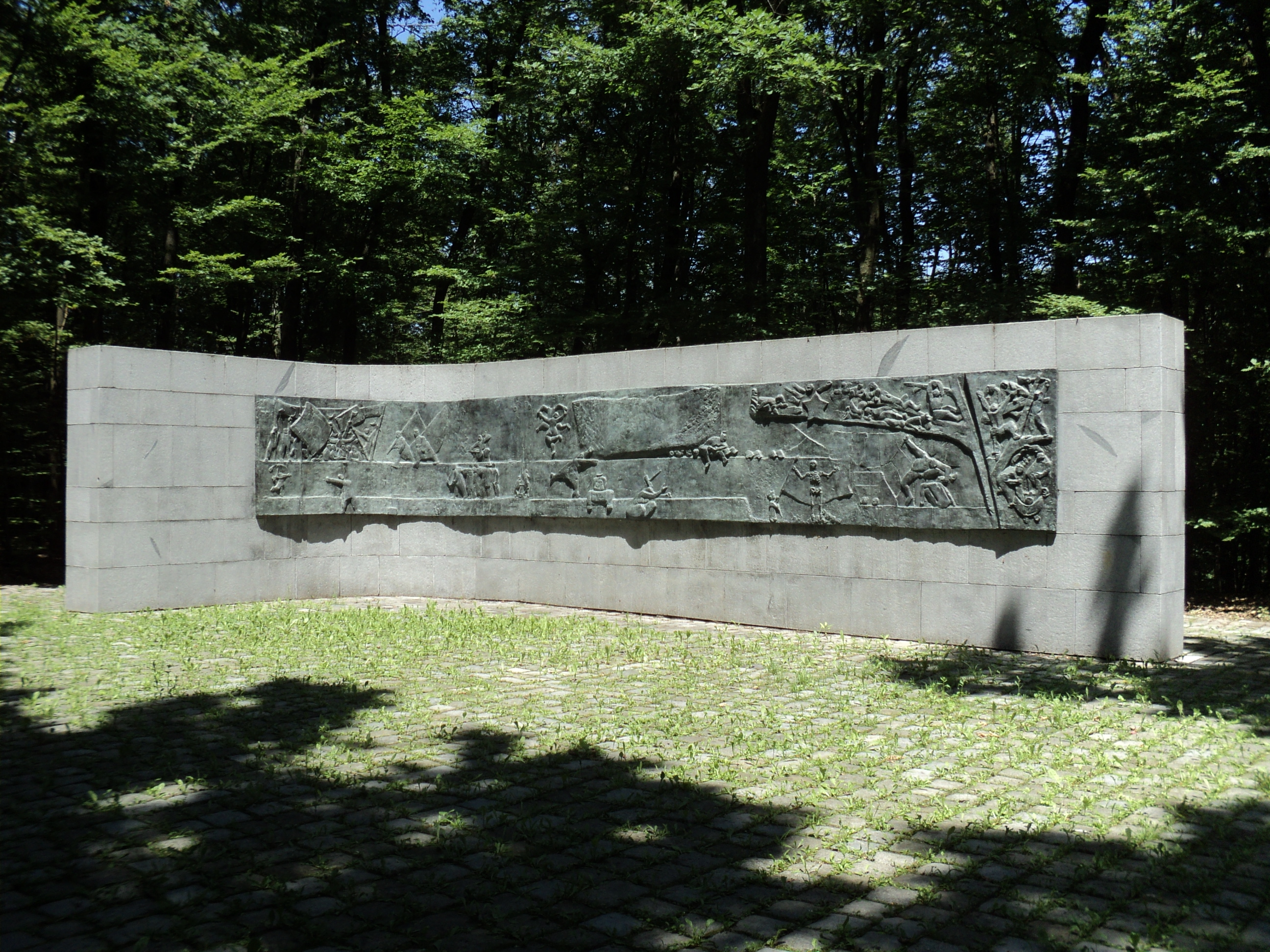
Monument aux résidents de Zagreb tombés lors de la guerre de libération (1981)